# Ligas Distritales de Fútbol del Perú
Las Ligas Distritales de Fútbol del Perú forman parte de la Copa Perú, los equipos que sean campeones y subcampeones distritales pasan a la siguiente etapa provincial donde los equipos de la misma provincia compiten para ser campeones y subcampeones provinciales, pasando así a los Torneos Departamentales, donde los respectivos equipos de cada provincia compiten con los demás equipos de su mismo departamento para ser el campeón o subcampeón departamental. Así pasan a la etapa nacional donde se compiten equipos de todo el Perú. El campeón de la Copa Perú asciende a la Primera División del Perú y el subcampeón a la Segunda División del Perú.
La presente tiene el agregado de presentar a los primeros puestos de algunas ligas distritales, donde se ha tomado en cuenta los 5 primeros puestos, prevalece su orden ganado en el campo o determinado por los reglamentos internos (partidos ganados o perdidos en mesa). No determinados por otras causas de no participar de la etapa provincial, voluntariamente por motivos económicos, castigos o impedimentos de diversa índole (falta de documentación registral u otros determinados por la FPF), lo que podría y ha modificado las posiciones como representantes del distrito en la siguiente etapa en muchas ocasiones.
En efecto a fin de ordenar la participación de sus integrantes a partir del 2016 será imprescindible el registro de los equipos de Primera, Segunda y tercera distrital en los registros públicos por ser una exigencia de la Federación Peruana de Fútbol.

## Modificaciones
A partir del año 2023, la primera y segunda división distrital se mantiene en funciones. Sin embargo, la tercera división es eliminada y reemplazada por torneos de menores en las categorías Sub-13, Sub-15 y Sub-17. La Segunda División lo jugarán jóvenes entre los 12 a 23 años y la Primera División jugadores de 12 a 25 años. En todas las etapas de la Primera División los clubes deberán hacer participar en cancha a 2 jugadores de 20 años o menores, salvo en la Segunda División que serán 3 jugadores de 20 años a menos. Otro punto es que obligatoriamente deberán estar en cancha 4 jugadores naturales (nacidos) en su departamento durante los 90 minutos. También se indica que podrán jugar hasta 4 jugadores mayores de 25 años durante el tiempo reglamentario.
El número de jugadores recalificados este año será de 5 entre titulares y suplentes por partido por partido, cuya edad no podrá ser mayor a 25 años. Las ligas distrital es ahora podrán albergar hasta 12 clubes. Y los jugadores mayores de 25 años podrán efectuar su transferencia con carta pase a cualquier club sin límite de edad.

## Amazonas

### Liga Distrital de Bagua Grande
| Año  | Campeón                                    |
| ---- | ------------------------------------------ |
| 2011 | Cruz Roja                                  |
| 2012 | Santa Rosa                                 |
| 2013 | Bagua Grande                               |
| 2014 | Bagua Grande                               |
| 2015 | Bagua Grande                               |
| 2016 |                                            |
| 2017 | Bagua Grande                               |
| 2018 | Bagua Grande                               |
| 2019 | Bagua Grande                               |
| 2020 | Cancelado debido a la Pandemia de COVID-19 |
| 2021 | Cancelado debido a la Pandemia de COVID-19 |
| 2022 | Bagua Grande                               |
| 2023 | Mariano Santos                             |
| 2024 | Bagua Grande                               |
| 2025 |                                            |

### Liga Distrital de Chachapoyas
| Año  | Campeón                                    |
| ---- | ------------------------------------------ |
| 2009 | Deportivo Hospital                         |
| 2010 | Unión Santo Domingo                        |
| 2011 | Unión Santo Domingo                        |
| 2012 | Higos Urco                                 |
| 2013 | Deportivo Hospital                         |
| 2014 | Higos Urco                                 |
| 2015 | UPP                                        |
| 2016 | Unión Santo Domingo                        |
| 2017 | Sachapuyos                                 |
| 2018 | Sachapuyos                                 |
| 2019 | UNTRM                                      |
| 2020 | Cancelado debido a la Pandemia de COVID-19 |
| 2021 | Cancelado debido a la Pandemia de COVID-19 |
| 2022 | Unión Santo Domingo                        |
| 2023 | Deportivo Municipal                        |
| 2024 | Deportivo Municipal                        |
| 2025 |                                            |

## Ancash

### Liga Distrital de Casma
| Año  | Campeón                                    |
| ---- | ------------------------------------------ |
| 2004 | Cultural Casma                             |
| 2005 | Cultural Casma                             |
| 2006 | Cultural Casma                             |
| 2007 | Cultural Casma                             |
| 2008 | Cultural Casma                             |
| 2009 | San Martín                                 |
| 2010 | Cultural Casma                             |
| 2011 | San Martín                                 |
| 2012 | San Martín                                 |
| 2013 | Juan Pablo II                              |
| 2014 | Juventud Indoamérica                       |
| 2015 | DELUSA                                     |
| 2016 | Sport Inca                                 |
| 2017 | Centro Unión Carrizal                      |
| 2018 | Centro Unión Carrizal                      |
| 2019 | Sport Huaquilla Baja                       |
| 2020 | Cancelado debido a la Pandemia de COVID-19 |
| 2021 | Cancelado debido a la Pandemia de COVID-19 |
| 2022 | Sport Inca                                 |
| 2023 | Magdalena CEDEC                            |
| 2024 | Sport Huaquilla Baja                       |
| 2025 |                                            |

### Liga Distrital de Chimbote
| Año  | Campeón                                    |
| ---- | ------------------------------------------ |
| 2002 | José Gálvez                                |
| 2004 | José Gálvez                                |
| 2005 | Unión Juventud                             |
| 2006 | Unión Juventud                             |
| 2007 | Ovación Miraflores                         |
| 2008 | Ovación Miraflores                         |
| 2009 | Sider Perú                                 |
| 2010 | Academia Francisco Ríos                    |
| 2011 | Sport Cortina                              |
| 2012 | Unión Juventud                             |
| 2013 | Universidad San Pedro                      |
| 2014 | Unión Juventud                             |
| 2015 | Unión Juventud                             |
| 2016 | Deportivo Roma                             |
| 2017 | Universidad San Pedro                      |
| 2018 | Los Turrys                                 |
| 2019 | José Gálvez                                |
| 2020 | Cancelado debido a la Pandemia de COVID-19 |
| 2021 | Cancelado debido a la Pandemia de COVID-19 |
| 2022 | Unión Juventud                             |
| 2023 | Unión Juventud                             |
| 2024 | José Gálvez Chimbote                       |
| 2025 |                                            |

### Liga Distrital de Huaraz
| Año  | Campeón                                    |
| ---- | ------------------------------------------ |
| 2000 | Sport Áncash                               |
| 2001 | Sport Áncash                               |
| 2002 | Sport Rosario                              |
| 2003 | Sport Áncash                               |
| 2004 | Sport Áncash                               |
| 2009 | Huaraz FC                                  |
| 2010 | UNASAM                                     |
| 2011 | Los Caballeros de La Ley                   |
| 2012 | Sport Rosario                              |
| 2013 | Real Shancayán                             |
| 2014 | Sport Rosario                              |
| 2015 | Sport Áncash                               |
| 2016 | Sport Rosario                              |
| 2017 | Unión Áncash                               |
| 2018 | Huaraz FC                                  |
| 2019 | Deportivo Amosa                            |
| 2020 | Cancelado debido a la Pandemia de COVID-19 |
| 2021 | Cancelado debido a la Pandemia de COVID-19 |
| 2022 | Rosario                                    |
| 2023 | Los Caballeros de La Ley                   |
| 2024 | Sport Áncash                               |
| 2025 |                                            |

## Apurímac

### Liga Distrital de Abancay
| Año  | Campeón                                    |
| ---- | ------------------------------------------ |
| 2001 | Deportivo Educación                        |
| 2002 | Miguel Grau                                |
| 2003 | Deportivo Educación                        |
| 2004 | Miguel Grau                                |
| 2005 | Deportivo Educación                        |
| 2006 | Deportivo Educación                        |
| 2007 | Miguel Grau                                |
| 2008 | Deportivo Educación                        |
| 2009 | Deportivo Educación                        |
| 2010 | Miguel Grau                                |
| 2011 | Deportivo Educación                        |
| 2012 | Apurímac                                   |
| 2013 | Universitario UTEA                         |
| 2014 | Miguel Grau                                |
| 2015 | Deportivo Educación                        |
| 2016 | La Victoria                                |
| 2017 | Universitario UTEA                         |
| 2018 | Universitario UTEA                         |
| 2019 | Deportivo Educación                        |
| 2020 | Cancelado debido a la Pandemia de COVID-19 |
| 2021 | Cancelado debido a la Pandemia de COVID-19 |
| 2022 | Social El Olivo                            |
| 2023 | Miguel Grau                                |
| 2024 | Julio Guzmán                               |
| 2025 |                                            |

### Liga Distrital de Andahuaylas
| Año  | Campeón                                    |
| ---- | ------------------------------------------ |
| 2009 | José María Arguedas                        |
| 2010 | UNAJMA                                     |
| 2011 | UNAJMA                                     |
| 2012 | DECH                                       |
| 2013 | José María Arguedas                        |
| 2014 | DECH                                       |
| 2015 | DECH                                       |
| 2016 | DECH                                       |
| 2017 | UNAJMA                                     |
| 2018 | UNAJMA                                     |
| 2019 | UAP                                        |
| 2020 | Cancelado debido a la Pandemia de COVID-19 |
| 2021 | Cancelado debido a la Pandemia de COVID-19 |
| 2022 | UAP                                        |
| 2023 | Argama FC                                  |
| 2024 | Defensor José María Arguedas               |
| 2025 |                                            |

## Arequipa

### Liga Distrital de Arequipa
| Año  | Campeón                                    |
| ---- | ------------------------------------------ |
| 1995 | Sportivo Huracán                           |
| 1996 | Piérola                                    |
| 2000 | Atlético Universidad                       |
| 2001 | Sportivo Huracán                           |
| 2003 | Sportivo Huracán                           |
| 2004 | Sportivo Huracán                           |
| 2006 | Piérola                                    |
| 2007 | Aurora                                     |
| 2008 | Sportivo Huracán                           |
| 2009 | Max Uhle                                   |
| 2010 | Max Uhle                                   |
| 2011 | White Star                                 |
| 2012 | Piérola                                    |
| 2013 | White Star                                 |
| 2014 | Internacional                              |
| 2015 | Sportivo Huracán                           |
| 2016 | Aurora                                     |
| 2017 | Sportivo Huracán                           |
| 2018 | Sportivo Huracán                           |
| 2019 | Atlético Universidad                       |
| 2020 | Cancelado debido a la Pandemia de COVID-19 |
| 2021 | Cancelado debido a la Pandemia de COVID-19 |
| 2022 | Aurora                                     |
| 2023 | Aurora                                     |
| 2024 | Sportivo Huracán                           |
| 2025 |                                            |

### Liga Distrital de Camaná
| Año  | Campeón                                    |
| ---- | ------------------------------------------ |
| 2011 | Deportivo Olímpico                         |
| 2012 | Deportivo Camaná                           |
| 2013 | Defensor Piérola                           |
| 2014 | Sport José Granda                          |
| 2015 | Defensor Lima                              |
| 2016 | Buenos Aires                               |
| 2017 | Deportivo Estrella                         |
| 2018 | Defensor Lima                              |
| 2019 | Buenos Aires                               |
| 2020 | Cancelado debido a la Pandemia de COVID-19 |
| 2021 | Cancelado debido a la Pandemia de COVID-19 |
| 2022 | Deportivo Camaná                           |
| 2023 | Sport José Granda                          |
| 2024 | Deportivo Estrella                         |
| 2025 |                                            |

### Liga Distrital de Mollendo
| Año  | Campeón                                    |
| ---- | ------------------------------------------ |
| 2001 | Inclán Sport                               |
| 2004 | Inclán Sport                               |
| 2005 | Atlético Mollendo                          |
| 2009 | Deportivo Islay                            |
| 2010 | Francisco Bolognesi                        |
| 2011 | Inclán Sport                               |
| 2012 | Atlético Mollendo                          |
| 2013 | Alfonso Ugarte                             |
| 2014 | Sport Boys                                 |
| 2015 | Atlético Mollendo                          |
| 2016 | Inclán Sport                               |
| 2017 | Inclán Sport                               |
| 2018 | Sport Boys                                 |
| 2019 | Nacional                                   |
| 2020 | Cancelado debido a la Pandemia de COVID-19 |
| 2021 | Cancelado debido a la Pandemia de COVID-19 |
| 2022 | Nacional                                   |
| 2023 | Nacional                                   |
| 2024 | Marítimo Sport                             |
| 2025 |                                            |

## Ayacucho

### Liga Distrital de Ayacucho
| Año  | Campeón                                    |
| ---- | ------------------------------------------ |
| 2003 | Juventud Gloria                            |
| 2009 | Percy Berrocal                             |
| 2010 | Señor de los Milagros                      |
| 2011 | Percy Berrocal                             |
| 2012 | Juventud Gloria                            |
| 2013 | Percy Berrocal                             |
| 2014 | Percy Berrocal                             |
| 2015 | Juventud Gloria                            |
| 2016 | Percy Berrocal                             |
| 2017 | Hijos de Vilcanchos                        |
| 2018 | Percy Berrocal                             |
| 2019 | Anchayhua FC                               |
| 2020 | Cancelado debido a la Pandemia de COVID-19 |
| 2021 | Cancelado debido a la Pandemia de COVID-19 |
| 2022 | Deportivo Huáscar                          |
| 2023 | Percy Berrocal                             |
| 2024 | Señor de Quinuapata                        |
| 2025 |                                            |

### Liga Distrital de Huanta
| Año  | Campeón                                    |
| ---- | ------------------------------------------ |
| 2013 | Sport Huanta                               |
| 2014 | Player Villafuerte                         |
| 2015 | Sport Huanta                               |
| 2016 | Sport Huanta                               |
| 2017 | Player Villafuerte                         |
| 2018 | Player Villafuerte                         |
| 2019 | Player Villafuerte                         |
| 2020 | Cancelado debido a la Pandemia de COVID-19 |
| 2021 | Cancelado debido a la Pandemia de COVID-19 |
| 2022 | Cultural Huracán                           |
| 2023 | Player Villafuerte                         |
| 2024 | Player Villafuerte                         |
| 2025 |                                            |

## Cajamarca

### Liga Distrital de Cajamarca
| Año  | Campeón                                    |
| ---- | ------------------------------------------ |
| 2009 | Alas Peruanas                              |
| 2010 | Sport Universitario                        |
| 2011 | San Ramón                                  |
| 2012 | Juvenil UTC                                |
| 2013 | Juvenil UTC                                |
| 2014 | Juvenil UTC                                |
| 2015 | Sporting Caxamarca                         |
| 2016 | Real JL                                    |
| 2017 | Real JL                                    |
| 2018 | Real JL                                    |
| 2019 | JOSDIC                                     |
| 2020 | Cancelado debido a la Pandemia de COVID-19 |
| 2021 | Cancelado debido a la Pandemia de COVID-19 |
| 2022 | Juvenil UTC                                |
| 2023 | Cajamarca                                  |
| 2024 | Cajamarca                                  |
| 2025 |                                            |

### Liga Distrital de Chota
| Año  | Campeón                                    |
| ---- | ------------------------------------------ |
| 2016 | UNACH                                      |
| 2017 | UNACH                                      |
| 2018 | UNACH                                      |
| 2019 | Escuela Normal Chota                       |
| 2020 | Cancelado debido a la Pandemia de COVID-19 |
| 2021 | Cancelado debido a la Pandemia de COVID-19 |
| 2022 | Las Palmas                                 |
| 2023 | Deportivo Chota                            |
| 2024 | Deportivo Chota                            |
| 2025 | Las Palmas                                 |

### Liga Distrital de Cutervo
| Año  | Campeón                                    |
| ---- | ------------------------------------------ |
| 2000 | Los Inseparables                           |
| 2004 | Los Inseparables                           |
| 2008 | Comerciantes Unidos                        |
| 2009 | Carniche                                   |
| 2010 | Carniche                                   |
| 2011 | Alianza Cutervo                            |
| 2012 | Alianza Cutervo                            |
| 2013 | Comerciantes Unidos                        |
| 2014 | Los Inseparables                           |
| 2015 | Alianza Cutervo                            |
| 2016 | Deportivo Rodiopampa                       |
| 2017 | Los Inseparables                           |
| 2018 | Estudiantes Casanovistas                   |
| 2019 | Estudiantes Casanovistas                   |
| 2020 | Cancelado debido a la Pandemia de COVID-19 |
| 2021 | Cancelado debido a la Pandemia de COVID-19 |
| 2022 | Estudiantes Casanovistas                   |
| 2023 | Nuevo Tiempo                               |
| 2024 | Deportivo Rodiopampa                       |
| 2025 |                                            |

## Callao

### Liga Distrital del Callao
| Ed. | Año  | Campeón                                      |
| --- | ---- | -------------------------------------------- |
| 1   | 1975 | Once Amigos Unión                            |
| 2   | 1976 | Deportivo SIMA                               |
| 3   | 1977 | Atlético Ayacucho                            |
| 4   | 1978 | Alianza Tucumán                              |
| 5   | 1979 | Grumete Medina                               |
| 6   | 1980 | ENAPU                                        |
| 7   | 1981 | Academia Cantolao                            |
| 8   | 1982 | Deportivo SIMA                               |
| 9   | 1983 | ENAPU                                        |
| 10  | 1984 | ENAPU                                        |
| 11  | 1985 | CITEN                                        |
| 12  | 1986 | Santa Marina Norte                           |
| 13  | 1987 | KDT Nacional                                 |
| 14  | 1989 | Independiente Chacaritas                     |
| 15  | 1990 | Deportivo SIMA                               |
| 16  | 1991 | Rosa Huertas                                 |
| 17  | 1992 | Atlético Chalaco                             |
| 18  | 1993 | Alfredo Alvarado                             |
| 19  | 1994 | CITEN                                        |
| 20  | 1995 | Santa Marina Norte                           |
| 21  | 1996 | Atlético Chalaco                             |
| 22  | 1997 | Atlético Chalaco                             |
| 23  | 1999 | Deportivo SIMA                               |
| 24  | 2000 | Atlético Chalaco                             |
| 25  | 2001 | Atlético Chalaco                             |
| 26  | 2002 | Aurelio Colombo                              |
| 27  | 2004 | Atlético Chalaco                             |
| 28  | 2005 | Atlético Chalaco                             |
| 29  | 2006 | Deportivo SIMA                               |
| 30  | 2007 | Atlético Chalaco                             |
| 31  | 2008 | Atlético Chalaco                             |
| 32  | 2009 | Deportivo SIMA                               |
| 33  | 2010 | Unión Castillo                               |
| 34  | 2011 | América Callao                               |
| 35  | 2012 | Atlético Chalaco                             |
| 36  | 2013 | Deportivo Colonial                           |
| 37  | 2014 | América Callao                               |
| 38  | 2015 | ADC Callao                                   |
| 39  | 2016 | Sport Blue Rays                              |
| 40  | 2017 | Sport Callao                                 |
| 41  | 2018 | Chalaca FC                                   |
| 42  | 2019 | Apple Sport                                  |
| –   | 2020 | Cancelado debido a la Pandemia de COVID-19   |
| –   | 2021 | Cancelado debido a la Pandemia de COVID-19   |
| 43  | 2022 | Atlético Chalaco                             |
| 44  | 2023 | ADC Callao                                   |
| 45  | 2024 | Chalaca FC                                   |
| 46  | 2025 | Club Deportivo Cultural Hacienda San Agustín |

### Liga Distrital de La Perla
| Ed. | Año  | Campeón         |
| --- | ---- | --------------- |
| 1   | 2023 | Calidad Porteña |
| 2   | 2024 | Calidad Porteña |
| 3   | 2025 | Calidad Porteña |

### Liga Distrital de Mi Perú
| Ed. | Season | Champion                                   |
| --- | ------ | ------------------------------------------ |
| 1   | 2019   | Unión Progreso                             |
| –   | 2020   | Cancelado debido a la Pandemia de COVID-19 |
| –   | 2021   | Cancelado debido a la Pandemia de COVID-19 |
| 2   | 2022   | Juventud Palmeiras                         |
| 3   | 2023   | Juventud Palmeiras                         |
| 4   | 2024   | Juventud Palmeiras                         |
| 5   | 2025   | Juventud Palmeiras                         |

### Liga Distrital de Bellavista - La Perla
| Ed. | Año  | Campeón                                    |
| --- | ---- | ------------------------------------------ |
| 1   | 1987 | Guillermo Rodríguez                        |
| 2   | 1988 | Defensor La Perla                          |
| 3   | 1989 | No champion crowned                        |
| 4   | 1990 | Deportivo Nacional                         |
| 5   | 1991 | Juventud La Perla                          |
| 6   | 1992 | Sport Huáscar                              |
| 7   | 1993 | Juventud La Perla                          |
| 8   | 1994 | Alianza Tucumán                            |
| 9   | 1995 | Francisco Pizarro - Somos Aduanas          |
| 10  | 1996 | Juventud La Perla                          |
| 11  | 1997 | Somos Aduanas                              |
| 12  | 1998 | Somos Aduanas                              |
| 13  | 1999 | Somos Aduanas                              |
| 14  | 2000 | María Auxiliadora                          |
| 15  | 2001 | Somos Aduanas                              |
| 16  | 2002 | Academia Pro Fútbol                        |
| 17  | 2003 | Defensor Mórrope                           |
| 18  | 2004 | Defensor Tacna                             |
| 19  | 2005 | Sport Huáscar                              |
| 20  | 2006 | Academia Cantolao                          |
| 21  | 2007 | Defensor Tacna                             |
| 22  | 2008 | Defensor Tacna                             |
| 23  | 2009 | Juventud La Perla                          |
| 24  | 2010 | América Latina                             |
| 25  | 2011 | América Latina                             |
| 26  | 2012 | América Latina                             |
| 27  | 2013 | América Latina                             |
| 28  | 2014 | Academia Cantolao                          |
| 29  | 2015 | Academia Cantolao                          |
| 30  | 2016 | América Latina                             |
| 31  | 2017 |                                            |
| 32  | 2018 |                                            |
| 33  | 2019 |                                            |
| –   | 2020 | Cancelado debido a la Pandemia de COVID-19 |
| –   | 2021 | Cancelado debido a la Pandemia de COVID-19 |
| 34  | 2022 | San Judas Tadeo                            |
| 35  | 2023 | FC JOB 05                                  |
| 36  | 2024 | Atlético Porteño                           |
| 37  | 2025 | Deportivo Gentleman                        |

### Liga Distrital de Carmen de La Legua Reynoso
| Año  | Campeón                                    |
| ---- | ------------------------------------------ |
| 2009 | José López Pazos                           |
| 2010 | Nuevo Callao                               |
| 2011 | Cultural Peñarol                           |
| 2012 | Dynamo Callao                              |
| 2013 | ADEBAMI                                    |
| 2014 | Cultural Peñarol                           |
| 2015 | Cultural Peñarol                           |
| 2016 | Cultural Peñarol                           |
| 2017 | Dynamo Callao                              |
| 2018 | José López Pazos                           |
| 2019 | José López Pasos                           |
| 2020 | Cancelado debido a la Pandemia de COVID-19 |
| 2021 | Cancelado debido a la Pandemia de COVID-19 |
| 2022 | ADEBAMI                                    |
| 2023 | ADEBAMI                                    |
| 2024 | Cultural Peñarol                           |
| 2025 | Intimos de Reynoso                         |

### Liga Distrital de Dulanto
| Año  | Campeón                                    |
| ---- | ------------------------------------------ |
| 2009 | Atlético Pilsen Callao                     |
| 2010 | Atlético Centenario                        |
| 2011 | Sucre Callao                               |
| 2012 | Defensor Todos Unidos                      |
| 2013 | Defensor Todos Unidos                      |
| 2014 | Halcones de Dulanto                        |
| 2015 | Sucre Callao                               |
| 2016 | Independiente Unión Chalaca                |
| 2017 | Atlético Pilsen Callao                     |
| 2018 | Sucre Callao                               |
| 2019 | Independiente Unión Chalaca                |
| 2020 | Cancelado debido a la Pandemia de COVID-19 |
| 2021 | Cancelado debido a la Pandemia de COVID-19 |
| 2022 | Defensor Todos Unidos                      |
| 2023 | Atlético Pilsen Callao                     |
| 2024 | Defensor Todos Unidos                      |
| 2025 | Todos Unidos                               |

### Liga Distrital de Ventanilla
| Ed. | Año  | Campeón                                    |
| --- | ---- | ------------------------------------------ |
| 1   | 1975 | Hijos de Yurimaguas                        |
| 2   | 1976 | San Martín                                 |
| 3   | 1977 | Hijos de Yurimaguas                        |
| 4   | 1978 | San Martín                                 |
| 5   | 1979 | Hijos de Yurimaguas                        |
| 6   | 1980 | Hijos de Yurimaguas                        |
| 7   | 1981 | Estrella Azul                              |
| 8   | 1982 | Estrella Azul                              |
| 9   | 1983 | Hijos de Yurimaguas                        |
| 10  | 1984 | Estrella Azul                              |
| 11  | 1985 | Hijos de Yurimaguas                        |
| 12  | 1986 | Hijos de Yurimaguas                        |
| 13  | 1987 | Sport Las Mercedes                         |
| 14  | 1988 | Estrella Azul                              |
| 15  | 1989 | Sucre San Jorge                            |
| 16  | 1990 | Estrella Azul                              |
| 17  | 1991 | Los Amigos                                 |
| 18  | 1992 | Sucre San Jorge                            |
| 19  | 1993 | ADO                                        |
| 20  | 1994 | AEB                                        |
| 21  | 1995 | AEB                                        |
| 22  | 1996 | Jesús Dulanto                              |
| 23  | 1997 | Cultural Progreso                          |
| 24  | 1998 | Cultural Progreso                          |
| 25  | 1999 | Cultural Progreso                          |
| 26  | 2000 | Atlético Satélite                          |
| 27  | 2001 | Jesús Dulanto                              |
| 28  | 2002 | Santo Domingo                              |
| 29  | 2003 | Sport Las Mercedes                         |
| 30  | 2004 | Sport Las Mercedes                         |
| 31  | 2005 | Sport Las Mercedes                         |
| 32  | 2006 | Jesús Dulanto                              |
| 33  | 2007 | Alfredo Tomassini                          |
| 34  | 2008 | Alfredo Tomassini                          |
| 35  | 2009 | UDP                                        |
| 36  | 2010 | Deportivo Yurimaguas                       |
| 37  | 2011 | Atlético Satélite                          |
| 38  | 2012 | Márquez FC                                 |
| 39  | 2013 | Estrella Azul                              |
| 40  | 2014 | Alfredo Tomassini                          |
| 41  | 2015 | Estrella Azul                              |
| 42  | 2016 | Alfredo Tomassini                          |
| 43  | 2017 | AEB                                        |
| 44  | 2018 | Alfredo Tomassini                          |
| 45  | 2019 | AEB                                        |
| –   | 2020 | Cancelado debido a la Pandemia de COVID-19 |
| –   | 2021 | Cancelado debido a la Pandemia de COVID-19 |
| 46  | 2022 | Dan Las Lomas                              |
| 47  | 2023 | AEB                                        |
| 48  | 2024 | AEB                                        |
| 49  | 2025 | Pachapool                                  |

## Cusco

### Liga Distrital del Cusco
| Año  | Campeón                                    |
| ---- | ------------------------------------------ |
| 2003 | Deportivo Garcilaso                        |
| 2004 | Deportivo Garcilaso                        |
| 2005 | Deportivo Garcilaso                        |
| 2006 | Cienciano Junior                           |
| 2007 | Cienciano Junior                           |
| 2008 | Deportivo Garcilaso                        |
| 2009 | Deportivo Garcilaso                        |
| 2010 | Real Garcilaso                             |
| 2011 | Deportivo Garcilaso                        |
| 2012 | Deportivo Garcilaso                        |
| 2013 | Cienciano Junior                           |
| 2014 | Deportivo Garcilaso                        |
| 2015 | Cienciano Junior                           |
| 2016 | Cienciano Junior                           |
| 2017 | Ingeniería Eléctrica                       |
| 2018 | Deportivo Garcilaso                        |
| 2019 | Salesiano                                  |
| 2020 | Cancelado debido a la Pandemia de COVID-19 |
| 2021 | Cancelado debido a la Pandemia de COVID-19 |
| 2022 | Inkas FC                                   |
| 2023 | Ingeniería Civil                           |
| 2024 | UNSAAC                                     |
| 2025 |                                            |

### Liga Distrital de Yucay
| Año  | Campeón                                    |
| ---- | ------------------------------------------ |
| 1991 | Salesianos                                 |
| 1992 | Salesianos                                 |
| 1993 | Salesianos                                 |
| 2006 |                                            |
| 2007 | Manco II                                   |
| 2008 | Manco II                                   |
| 2009 | Manco II                                   |
| 2010 |                                            |
| 2011 |                                            |
| 2012 | Don Bosco FC                               |
| 2013 |                                            |
| 2014 | Marquesado                                 |
| 2015 | Defensor Yucay                             |
| 2016 | Salesianos                                 |
| 2017 | Salesianos                                 |
| 2018 | Marquesado                                 |
| 2019 | Marquesado                                 |
| 2020 | Cancelado debido a la Pandemia de COVID-19 |
| 2021 | Cancelado debido a la Pandemia de COVID-19 |
| 2022 | Defensor Yucay                             |
| 2023 | Defensor Yucay                             |
| 2024 | Defensor Yucay                             |
| 2025 | Defensor Yucay                             |

## Huancavelica

### Liga Distrital de Ascensión
| Año  | Campeón                                    |
| ---- | ------------------------------------------ |
| 2011 | Pueblo Libre                               |
| 2012 | UDA                                        |
| 2013 | UDA                                        |
| 2014 | UDA                                        |
| 2015 | UDA                                        |
| 2016 | UDA                                        |
| 2017 | UDA                                        |
| 2018 | UDA                                        |
| 2019 | Deportivo Vianney                          |
| 2020 | Cancelado debido a la Pandemia de COVID-19 |
| 2021 | Cancelado debido a la Pandemia de COVID-19 |
| 2022 | UNH                                        |
| 2023 | UNH                                        |
| 2024 | UDA                                        |
| 2025 |                                            |

### Liga Distrital de Huancavelica
| Año  | Campeón                                    |
| ---- | ------------------------------------------ |
| 2003 | Diablos Rojos                              |
| 2009 | Santa Rosa                                 |
| 2010 | Diablos Rojos                              |
| 2011 | Diablos Rojos                              |
| 2012 | Santa Rosa                                 |
| 2013 | Racing FBC                                 |
| 2014 | Santa Rosa                                 |
| 2015 | Santa Rosa                                 |
| 2016 | Cultural Bolognesi                         |
| 2017 | Diablos Rojos                              |
| 2018 | Santa Bárbara                              |
| 2019 | Santa Rosa                                 |
| 2020 | Cancelado debido a la Pandemia de COVID-19 |
| 2021 | Cancelado debido a la Pandemia de COVID-19 |
| 2022 | Cultural Bolognesi                         |
| 2023 | Diablos Rojos                              |
| 2024 | Unión Deportivo Calvario                   |
| 2025 |                                            |

## Huánuco

### Liga Distrital de Huánuco
| Año  | Campeón                                    |
| ---- | ------------------------------------------ |
| 2009 | Santa Rosa Junior                          |
| 2010 | Santa Rosa Junior                          |
| 2011 | Santa Rosa                                 |
| 2012 | San Luis Gonzaga                           |
| 2013 | UNHEVAL                                    |
| 2014 | UNHEVAL                                    |
| 2015 | Cultural Tarapacá                          |
| 2016 | Cultural Tarapacá                          |
| 2017 | Miguel Grau UDH                            |
| 2018 | Alianza Universidad                        |
| 2019 | UNHEVAL                                    |
| 2020 | Cancelado debido a la Pandemia de COVID-19 |
| 2021 | Cancelado debido a la Pandemia de COVID-19 |
| 2022 | UNHEVAL                                    |
| 2023 | Construcción Civil                         |
| 2024 | Cultural Tarapacá                          |
| 2025 |                                            |

## Ica

### Liga Distrital de Ica
| Año  | Campeón                                    |
| ---- | ------------------------------------------ |
| 2000 | Sport Victoria                             |
| 2002 | Sport Alfonso Ugarte                       |
| 2003 | Abraham Valdelomar                         |
| 2004 | Sport Alfonso Ugarte                       |
| 2005 | Abraham Valdelomar                         |
| 2006 | Sport Victoria                             |
| 2007 | Abraham Valdelomar                         |
| 2008 | Deportivo UNICA                            |
| 2009 | Sport Victoria                             |
| 2010 | Sport Victoria                             |
| 2011 | Simón Bolívar                              |
| 2012 | Simón Bolívar                              |
| 2013 | Santa María                                |
| 2014 | Octavio Espinosa                           |
| 2015 | Deportivo Huracán                          |
| 2016 | Deportivo Municipal                        |
| 2017 | Deportivo Municipal                        |
| 2018 | Octavio Espinosa                           |
| 2019 | Juventud Santa Rosa                        |
| 2020 | Cancelado debido a la Pandemia de COVID-19 |
| 2021 | Cancelado debido a la Pandemia de COVID-19 |
| 2022 | San Francisco de Asís                      |
| 2023 | Sport Victoria                             |
| 2024 | Sport Alfonso Ugarte                       |
| 2025 |                                            |

### Liga Distrital de Nasca
| Año  | Campeón                                    |
| ---- | ------------------------------------------ |
| 2009 | Defensor Zarumilla                         |
| 2010 | Defensor Zarumilla                         |
| 2011 | Defensor Zarumilla                         |
| 2012 | Juan Mata                                  |
| 2013 | Independiente Cantayo                      |
| 2014 | Defensor Zarumilla                         |
| 2015 | Juventud Santa Fe                          |
| 2016 | Defensor Zarumilla                         |
| 2017 | Independiente Cantayo                      |
| 2018 | Unión López                                |
| 2019 | Independiente Cantayo                      |
| 2020 | Cancelado debido a la Pandemia de COVID-19 |
| 2021 | Cancelado debido a la Pandemia de COVID-19 |
| 2022 | Deportivo Orcona                           |
| 2023 | Juventud Santo Domingo                     |
| 2024 | Juventud Santo Domingo                     |
| 2025 |                                            |

### Liga Distrital de Pisco
| Año  | Campeón                                    |
| ---- | ------------------------------------------ |
| 2009 | Joe Gutiérrez                              |
| 2010 | Joe Gutiérrez                              |
| 2011 | Sport Bolognesi                            |
| 2012 | Unión San Martín                           |
| 2013 | Sport Bolognesi                            |
| 2014 | Manuel Gonzales Prada                      |
| 2015 | Unión San Martín                           |
| 2016 | Universitario                              |
| 2017 | Alianza Pisco                              |
| 2018 | Juventud Santa Rosa                        |
| 2019 | Juventud Santa Rosa                        |
| 2020 | Cancelado debido a la Pandemia de COVID-19 |
| 2021 | Cancelado debido a la Pandemia de COVID-19 |
| 2022 | Alianza Pisco                              |
| 2023 | Juventud Santa Rosa                        |
| 2024 | Alianza Pisco                              |
| 2025 |                                            |

## Junín

### Liga Distrital de Huancayo
| Año  | Campeón                                    |
| ---- | ------------------------------------------ |
| 2009 | Deportivo Junín                            |
| 2010 | Pianto FC                                  |
| 2011 | Deportivo Ingeniería                       |
| 2012 | Pianto FC                                  |
| 2013 | UNCP                                       |
| 2014 | Trilce Internacional                       |
| 2015 | Trilce Internacional                       |
| 2016 | Ramiro Villaverde                          |
| 2017 | Deporcentro                                |
| 2018 | Trilce Internacional                       |
| 2019 | León de Huancayo                           |
| 2020 | Cancelado debido a la Pandemia de COVID-19 |
| 2021 | Cancelado debido a la Pandemia de COVID-19 |
| 2022 | AFAR Shalom                                |
| 2023 | AFAR Shalom                                |
| 2024 | AFAR Shalom                                |
| 2025 |                                            |

### Liga Distrital de Mazamari
| Año  | Campeón                                    |
| ---- | ------------------------------------------ |
| 2009 | Alipio Ponce                               |
| 2010 | Alipio Ponce                               |
| 2011 | Alipio Ponce                               |
| 2012 | Alipio Ponce                               |
| 2013 | Alipio Ponce                               |
| 2014 | Sport Talleres                             |
| 2015 | Alipio Ponce                               |
| 2016 | Alipio Ponce                               |
| 2017 | Alipio Ponce                               |
| 2018 | Alipio Ponce                               |
| 2019 | Alipio Ponce                               |
| 2020 | Cancelado debido a la Pandemia de COVID-19 |
| 2021 | Cancelado debido a la Pandemia de COVID-19 |
| 2022 | Alipio Ponce                               |
| 2023 | Academia Municipal                         |
| 2024 | Academia CrediSolución                     |
| 2025 |                                            |

### Liga Distrital de Tarma
| Año  | Campeón                                    |
| ---- | ------------------------------------------ |
| 2009 | ADT                                        |
| 2010 | Sport Dos de Mayo                          |
| 2011 | São Paulo Vicentino                        |
| 2012 | São Paulo Vicentino                        |
| 2013 | ADT                                        |
| 2014 | ADT                                        |
| 2015 | ADT                                        |
| 2016 | ADT                                        |
| 2017 | ADT                                        |
| 2018 | ADT                                        |
| 2019 | ADT                                        |
| 2020 | Cancelado debido a la Pandemia de COVID-19 |
| 2021 | Cancelado debido a la Pandemia de COVID-19 |
| 2022 | Sport Dos de Mayo                          |
| 2023 | Sport Dos de Mayo                          |
| 2024 | Sport Dos de Mayo                          |
| 2025 | Sport Dos de Mayo                          |

## La Libertad

### Liga Distrital de Chao
| Año  | Campeón                                    |
| ---- | ------------------------------------------ |
| 2007 | El Inca                                    |
| 2008 | El Inca                                    |
| 2009 | El Inca                                    |
| 2010 | 6 de Septiembre                            |
| 2011 | El Inca                                    |
| 2012 | El Inca                                    |
| 2013 | El Inca                                    |
| 2014 | El Inca                                    |
| 2015 | El Inca                                    |
| 2016 | El Inca                                    |
| 2017 | El Inca                                    |
| 2018 | El Inca                                    |
| 2019 | El Inca                                    |
| 2020 | Cancelado debido a la Pandemia de COVID-19 |
| 2021 | Cancelado debido a la Pandemia de COVID-19 |
| 2022 | El Inca                                    |
| 2023 | El Inca                                    |
| 2024 | El Inca                                    |
| 2025 |                                            |

### Liga Distrital de Huamachuco
| Año  | Campeón                                    |
| ---- | ------------------------------------------ |
| 2013 | Deportivo Municipal                        |
| 2014 | Deportivo Municipal                        |
| 2015 | Racing                                     |
| 2016 | Juventus                                   |
| 2017 | Miguel Grau                                |
| 2018 | Racing                                     |
| 2019 | Real Huamachuco                            |
| 2020 | Cancelado debido a la Pandemia de COVID-19 |
| 2021 | Cancelado debido a la Pandemia de COVID-19 |
| 2022 | Racing                                     |
| 2023 | Deportivo Sausacocha                       |
| 2024 | Juventus                                   |
| 2025 |                                            |

### Liga Distrital de Pacasmayo
| Año  | Campeón                                    |
| ---- | ------------------------------------------ |
| 2013 | Torbellino                                 |
| 2014 | Sport Chavelines                           |
| 2015 | Juvenil Sporting Cristal                   |
| 2016 | Sport Chavelines                           |
| 2017 | Torbellino                                 |
| 2018 | Torbellino                                 |
| 2019 | Sport Chavelines                           |
| 2020 | Cancelado debido a la Pandemia de COVID-19 |
| 2021 | Cancelado debido a la Pandemia de COVID-19 |
| 2022 | Academia Chavelines                        |
| 2023 | Torbellino                                 |
| 2024 | Torbellino                                 |
| 2025 |                                            |

### Liga Distrital de Trujillo
| Año  | Campeón                                    |
| ---- | ------------------------------------------ |
| 1993 | Sanjuanista                                |
| 1994 | Sanjuanista                                |
| 1995 | Alfonso Ugarte de Chiclín                  |
| 1996 | Carlos A. Mannucci                         |
| 1997 | Deportivo UPAO                             |
| 1998 | Carlos A. Mannucci                         |
| 1999 | Deportivo UPAO                             |
| 2000 | Carlos A. Mannucci                         |
| 2001 | Universidad César Vallejo                  |
| 2002 | Carlos A. Mannucci                         |
| 2003 | Atlético Medellín                          |
| 2004 | UNT                                        |
| 2005 | Atlético Medellín                          |
| 2006 | Carlos A. Mannucci                         |
| 2007 | Carlos A. Mannucci                         |
| 2008 | Carlos A. Mannucci                         |
| 2009 | Universitario de Trujillo                  |
| 2010 | Sport Vallejo                              |
| 2011 | Universitario UPAO                         |
| 2012 | UNT                                        |
| 2013 | Carlos A. Mannucci                         |
| 2014 | Sport Vallejo                              |
| 2015 | Universitario UPAO                         |
| 2016 | Carlos Tenaud                              |
| 2017 | Alfonso Ugarte de Chiclín                  |
| 2018 | Alianza Libertad                           |
| 2019 | Atlético Medellín                          |
| 2020 | Cancelado debido a la Pandemia de COVID-19 |
| 2021 | Cancelado debido a la Pandemia de COVID-19 |
| 2022 | Carlos Tenaud                              |
| 2023 | Training Gol                               |
| 2024 | Training Gol                               |
| 2025 |                                            |

## Lambayeque

### Liga Distrital de Chiclayo
| Ed. | Año  | Campeón                                    |
| --- | ---- | ------------------------------------------ |
| 1   | 1922 | Association                                |
| 2   | 1923 | Association                                |
| 3   | 1924 | Association                                |
| –   | 1925 | No hubo torneo por el 1925 El Niño         |
| 4   | 1926 | Deportivo Espinar                          |
| 5   | 1927 | Deportivo Espinar                          |
| 6   | 1928 | Deportivo Espinar                          |
| 7   | 1929 | Deportivo Espinar                          |
| 8   | 1930 | Deportivo Espinar                          |
| 9   | 1931 | Deportivo Espinar                          |
| 10  | 1932 | Deportivo Espinar                          |
| 11  | 1933 | Association                                |
| 12  | 1934 | Association                                |
| 13  | 1935 | Boca Juniors                               |
| –   | 1936 | No hubo torneo                             |
| –   | 1937 | No hubo torneo                             |
| 14  | 1938 | Deportivo Espinar                          |
| 15  | 1939 | Juan Aurich                                |
| 16  | 1940 | Deportivo Espinar                          |
| 17  | 1941 | Boca Juniors                               |
| 18  | 1942 | Boca Juniors                               |
| 19  | 1943 | Base Aérea                                 |
| 20  | 1944 | Base Aérea                                 |
| 21  | 1945 | Deportivo Jesús                            |
| 22  | 1946 | Deportivo Jesús                            |
| 23  | 1947 | Sport José Pardo                           |
| 24  | 1948 | Sport José Pardo                           |
| 25  | 1949 | Sport José Pardo                           |
| 26  | 1950 | Boca Juniors                               |
| 27  | 1951 | Boca Juniors                               |
| 28  | 1952 | Boca Juniors                               |
| 29  | 1953 | Sport José Pardo                           |
| 30  | 1954 | Deportivo Municipal                        |
| –   | 1955 | No hubo torneo                             |
| 31  | 1956 | Sport José Pardo                           |
| 32  | 1957 | Boca Juniors                               |
| 33  | 1958 | Boca Juniors                               |
| 34  | 1959 | Sport José Pardo                           |
| 35  | 1960 | San Lorenzo                                |
| 36  | 1961 | Boca Juniors                               |
| 37  | 1962 | Boca Juniors                               |
| 38  | 1963 | Boca Juniors                               |
| 39  | 1964 | Boca Juniors                               |
| 40  | 1965 | Boca Juniors                               |
| 41  | 1966 | Juan Aurich                                |
| 42  | 1967 | San Lorenzo                                |
| 43  | 1968 | San Lorenzo                                |
| 44  | 1969 | Unión Tumán                                |
| 45  | 1970 | Unión Tumán                                |
| 46  | 1971 | Deportivo Municipal                        |
| 47  | 1972 | Deportivo Pucalá                           |
| 48  | 1973 | Deportivo Pucalá                           |
| 49  | 1974 | Deportivo Pucalá                           |
| 50  | 1975 | Deportivo Municipal                        |
| 51  | 1976 | Boca Juniors                               |
| 52  | 1977 | Deportivo Municipal                        |
| 53  | 1978 | Unión Tumán                                |
| 54  | 1979 | Unión Tumán                                |
| 55  | 1980 | Alianza Porvenir                           |
| 56  | 1981 | Alianza Porvenir                           |
| 57  | 1982 | Deportivo Pomalca                          |
| 58  | 1983 | Boca Juniors                               |
| 59  | 1984 | Deportivo Pomalca                          |
| 60  | 1985 | Alianza Porvenir                           |
| 61  | 1986 | Juan Aurich                                |
| 62  | 1987 | San Lorenzo                                |
| 63  | 1988 | Boca Juniors                               |
| 64  | 1989 | Siete de Enero                             |
| 65  | 1990 | Melgar de Pomalca                          |
| 66  | 1991 | San Lorenzo                                |
| 67  | 1992 | San Lorenzo                                |
| 68  | 1993 | Unión Tumán                                |
| 69  | 1994 | Boca Juniors                               |
| 70  | 1995 | Deportivo Pomalca                          |
| 71  | 1996 | Juan Aurich                                |
| 72  | 1997 | Juan Aurich                                |
| 73  | 1998 | Deportivo Pomalca                          |
| 74  | 1999 | Deportivo Pomalca                          |
| 75  | 2000 | Sport José Pardo                           |
| 76  | 2001 | Deportivo Pomalca                          |
| 77  | 2002 | Deportivo Pomalca                          |
| 78  | 2003 | Rayos-X Medicina                           |
| 79  | 2004 | Deportivo Municipal                        |
| 80  | 2005 | Universidad Señor de Sipán                 |
| 81  | 2006 | Universidad Señor de Sipán                 |
| 82  | 2007 | Universidad Señor de Sipán                 |
| 83  | 2008 | Unión Capote                               |
| 84  | 2009 | Rayos-X Medicina                           |
| 85  | 2010 | Rayos-X Medicina                           |
| 86  | 2011 | Rayos-X Medicina                           |
| 87  | 2012 | Rayos-X Medicina                           |
| 88  | 2013 | La Nueva Alianza                           |
| 89  | 2014 | San Lorenzo                                |
| 90  | 2015 | Rayos-X Medicina                           |
| 91  | 2016 | Rayos-X Medicina                           |
| 92  | 2017 | Estudiantil Diego Ferré                    |
| 93  | 2018 | Estudiantes Boca                           |
| 94  | 2019 | Lapoint y Cía.                             |
| –   | 2020 | Cancelado debido a la Pandemia de COVID-19 |
| –   | 2021 | Cancelado debido a la Pandemia de COVID-19 |
| 95  | 2022 | Boca Juniors                               |
| 96  | 2023 | Boca Juniors                               |
| 97  | 2024 | Boca Juniors                               |
| 98  | 2025 |                                            |

## Lima Metropolitana

### Liga Distrital de Ancón
| Año  | Campeón                                    |
| ---- | ------------------------------------------ |
| 2003 | Leoncio Prado                              |
| 2007 | Asunción Chacas                            |
| 2008 | Rosario Central                            |
| 2009 | Rosario Central                            |
| 2010 | Atlético Ovación                           |
| 2011 | Atlético Ovación                           |
| 2012 | Marinero Robles                            |
| 2013 | Leoncio Prado                              |
| 2014 | Rosario Central                            |
| 2015 | Marinero Robles                            |
| 2016 | Marinero Robles                            |
| 2017 | Marinero Robles                            |
| 2018 | Alianza Ancón                              |
| 2019 | Leoncio Prado                              |
| 2020 | Cancelado debido a la Pandemia de COVID-19 |
| 2021 | Cancelado debido a la Pandemia de COVID-19 |
| 2022 | Deportivo Coovitiomar                      |
| 2023 | San Antonio                                |
| 2024 | Rosario Central                            |
| 2025 | Leoncio Prado                              |

### Liga Distrital de Ate Vitarte
| Año  | Campeón                                    |
| ---- | ------------------------------------------ |
| 2001 | Hijos de Acosvinchos                       |
| 2002 | Hijos de Acosvinchos                       |
| 2003 | Hijos de Acosvinchos                       |
| 2005 | Hijos de Acosvinchos                       |
| 2006 | Botafogo                                   |
| 2007 | Los Martillos                              |
| 2008 | Íntimo Cable Visión                        |
| 2009 | Los Halcones                               |
| 2010 | Atlético Tornado                           |
| 2013 | Atlético Tornado                           |
| 2014 | Fraternal Santa Clara                      |
| 2015 | Sport Mercurio                             |
| 2016 | Fraternal Santa Clara                      |
| 2017 | Atlético Tornado                           |
| 2018 | Íntimo Cable Visión                        |
| 2019 | Óscar Benavides                            |
| 2020 | Cancelado debido a la Pandemia de COVID-19 |
| 2021 | Cancelado debido a la Pandemia de COVID-19 |
| 2022 | Fraternal Santa Clara                      |
| 2023 | Fraternal Santa Clara                      |
| 2024 | Semilleros del Valle Amauta                |
| 2025 |                                            |

### Liga Distrital de Barranco
| Año  | Campeón                                    |
| ---- | ------------------------------------------ |
| 2003 | Juventud Barranco                          |
| 2005 | Cultural Tejadita                          |
| 2006 | Cooperativa Bolognesi                      |
| 2007 | Cooperativa Bolognesi                      |
| 2008 | Cooperativa Bolognesi                      |
| 2009 | Cooperativa Bolognesi                      |
| 2010 | Cooperativa Bolognesi                      |
| 2011 | Cooperativa Bolognesi                      |
| 2012 | Diablos Rojos                              |
| 2013 | Cooperativa Bolognesi                      |
| 2014 | Mariano de los Santos                      |
| 2015 | Los del Parque                             |
| 2016 | Partizan Barranco                          |
| 2017 | Mariano de Los Santos                      |
| 2018 | Cooperativa Bolognesi                      |
| 2019 | Estrella Roja                              |
| 2020 | Cancelado debido a la Pandemia de COVID-19 |
| 2021 | Cancelado debido a la Pandemia de COVID-19 |
| 2022 | Barranco City                              |
| 2023 | Barranco City                              |
| 2024 | Diablos Rojos                              |
| 2025 | Diablos Rojos                              |

### Liga Distrital de Breña
| Año  | Campeón                                    |
| ---- | ------------------------------------------ |
| 2003 | Racing                                     |
| 2006 | Hermanos Palacios                          |
| 2007 | Rectificaciones Sánchez                    |
| 2008 | CFF LETS                                   |
| 2009 | Computrónic                                |
| 2010 | Computrónic                                |
| 2011 | Computrónic                                |
| 2012 | Deportivo Municipal                        |
| 2013 | Computrónic                                |
| 2014 | Deportivo Torino                           |
| 2015 | Deportivo Torino                           |
| 2016 | Cienciano                                  |
| 2017 | Computrónic                                |
| 2018 | Defensor Lima FC                           |
| 2019 | Computrónic                                |
| 2020 | Cancelado debido a la Pandemia de COVID-19 |
| 2021 | Cancelado debido a la Pandemia de COVID-19 |
| 2022 | Computrónic                                |
| 2023 | Deportivo Chelsea                          |
| 2024 | Deportivo Chelsea                          |
| 2025 |                                            |

### Liga Distrital de Canto Grande
| Año  | Campeón                                    |
| ---- | ------------------------------------------ |
| 2011 | Chacarita Junior                           |
| 2012 | Los Pinos                                  |
| 2013 | Chacarita Junior                           |
| 2014 | Chacarita Junior                           |
| 2015 | Deportivo Bayovar                          |
| 2016 | Chacarita Junior                           |
| 2017 | Atlético Sairam                            |
| 2018 | Deportivo Satélite                         |
| 2019 | Atlético Sairam                            |
| 2020 | Cancelado debido a la Pandemia de COVID-19 |
| 2021 | Cancelado debido a la Pandemia de COVID-19 |
| 2022 | Sport Bengala                              |
| 2023 | Defensor Parque Los Ficus                  |
| 2024 | Defensor Parque Los Ficus                  |
| 2025 |                                            |

### Liga Distrital de Carabayllo
| Año  | Campeón                                    |
| ---- | ------------------------------------------ |
| 2003 | Independiente San Felipe                   |
| 2007 | Walter Ormeño                              |
| 2008 | Deportivo Vallecito                        |
| 2009 | 9 de Octubre                               |
| 2010 | Deportivo Marañón                          |
| 2011 | Deportivo Marañón                          |
| 2012 | Deportivo Marañón                          |
| 2013 | Independiente San Felipe                   |
| 2014 | Atlético Huatocay                          |
| 2015 | Independiente San Felipe                   |
| 2016 | Atlético Huatocay                          |
| 2017 | Independiente San Felipe                   |
| 2018 | Academia Soccer Star                       |
| 2019 | Academia Soccer Star                       |
| 2020 | Cancelado debido a la Pandemia de COVID-19 |
| 2021 | Cancelado debido a la Pandemia de COVID-19 |
| 2022 | Independiente San Felipe                   |
| 2023 | Deportivo Marañón                          |
| 2024 | Independiente San Felipe                   |
| 2025 | Geotecnia                                  |

### Liga Distrital de Cercado de Lima
| Ed. | Año  | Campeón                                    |
| --- | ---- | ------------------------------------------ |
| 1   | 1976 | Seguro Social                              |
| 2   | 1977 | Ricardo Palma                              |
| 3   | 1978 | Porvenir Buenos Aires                      |
| 4   | 1979 | Atlético Lusitania                         |
| 5   | 1980 | Porvenir Buenos Aires                      |
| 6   | 1981 | Teniente Arancibia                         |
| 7   | 1982 | Porvenir Buenos Aires                      |
| 8   | 1983 | Porvenir Buenos Aires                      |
| 9   | 1984 | Universidad San Marcos                     |
| 10  | 1985 | Teniente Arancibia                         |
| 11  | 1986 | Teniente Arancibia                         |
| 12  | 1987 | Ricardo Palma                              |
| 13  | 1988 | Humberto Valle                             |
| 14  | 1989 | Unión Carbone                              |
| 15  | 1990 | Humberto Valle                             |
| 16  | 1991 | Humberto Valle                             |
| 17  | 1992 | Raymundo Camargo                           |
| 18  | 1993 | Compañía Peruana de Teléfonos              |
| 19  | 1994 | Compañía Peruana de Teléfonos              |
| 20  | 1995 | Cultural San Carlos                        |
| 21  | 1996 | Cultural Senati                            |
| 22  | 1997 | Cultural Senati                            |
| 23  | 1998 | Cultural Senati                            |
| 24  | 1999 | Universidad San Marcos                     |
| 25  | 2000 | Universidad San Marcos                     |
| 26  | 2001 | Juventud Villa María                       |
| 27  | 2002 | Defensor América                           |
| 28  | 2003 | Defensor Lima                              |
| 29  | 2004 | Porvenir Buenos Aires                      |
| 30  | 2005 | Juventud Villa María                       |
| 31  | 2006 | Juventud Villa María                       |
| 32  | 2007 | Porvenir Buenos Aires                      |
| 33  | 2008 | Porvenir Buenos Aires                      |
| 34  | 2009 | Estudiantil Ascope                         |
| 35  | 2010 | Estudiantil Ascope                         |
| 36  | 2011 | Deportivo Municipal                        |
| 37  | 2012 | Estudiantil Ascope                         |
| 38  | 2013 | Estudiantil Lucanas                        |
| 39  | 2014 | Universidad San Marcos                     |
| 40  | 2015 | Los Blue Rays                              |
| 41  | 2016 | Los Blue Rays                              |
| 42  | 2017 | Los Blue Rays                              |
| 43  | 2018 | Los Blue Rays                              |
| 44  | 2019 | Independiente San Idelfonso                |
| –   | 2020 | Cancelado debido a la Pandemia de COVID-19 |
| –   | 2021 | Cancelado debido a la Pandemia de COVID-19 |
| 45  | 2022 | Estudiantil Ascope                         |
| 46  | 2023 | FC Católica                                |
| 47  | 2024 | FC Católica                                |
| 48  | 2025 | Juventud Villa María                       |

### Liga Distrital de Chaclacayo
| Año  | Campeón                                    |
| ---- | ------------------------------------------ |
| 2003 | Independiente Huampaní                     |
| 2007 | Santa Inés                                 |
| 2008 | Sport 96                                   |
| 2009 | Sport 96                                   |
| 2010 | Alianza Chaclacayo                         |
| 2011 | Huaracán Morón                             |
| 2012 | Escuela Rojas                              |
| 2013 | Cultural Ñaña                              |
| 2014 | Deportivo Moriah                           |
| 2015 | Sport 96                                   |
| 2016 | Deportivo Huascata                         |
| 2017 | Deportivo Amistad                          |
| 2018 | Deportivo Huascata                         |
| 2019 | Cultural Ñaña                              |
| 2020 | Cancelado debido a la Pandemia de COVID-19 |
| 2021 | Cancelado debido a la Pandemia de COVID-19 |
| 2022 | La Era                                     |
| 2023 | Atlético Morón                             |
| 2024 | Fraternidad Villa Rica                     |
| 2025 |                                            |

### Liga Distrital de Chorrillos
| Año  | Campeón                                    |
| ---- | ------------------------------------------ |
| 2002 | Deportivo Municipal                        |
| 2003 | Association Chorrillos                     |
| 2006 | Defensor Tacalá                            |
| 2007 | Defensor Tacalá                            |
| 2008 | Defensor Tacalá                            |
| 2009 | ETE                                        |
| 2010 | Boca Juniors                               |
| 2011 | Defensor Tacalá                            |
| 2012 | Juventud América                           |
| 2013 | Juventud América                           |
| 2014 | Juventud América                           |
| 2015 | ETE                                        |
| 2016 | Juventud América                           |
| 2017 | Deportivo Municipal                        |
| 2018 | ETE                                        |
| 2019 | Juventud América                           |
| 2020 | Cancelado debido a la Pandemia de COVID-19 |
| 2021 | Cancelado debido a la Pandemia de COVID-19 |
| 2022 | Cultural Lima                              |
| 2023 | Cultural Lima                              |
| 2024 | Huracán Chorrillos                         |
| 2025 |                                            |

### Liga Distrital de Chosica
| Año  | Campeón                                    |
| ---- | ------------------------------------------ |
| 2001 | Independiente Chosica                      |
| 2003 | El Rosario                                 |
| 2006 | Juventud Apurímac                          |
| 2007 | Juventud Apurímac                          |
| 2008 | Independiente Chosica                      |
| 2009 | Atlético Trinchera                         |
| 2010 | Independiente Chosica                      |
| 2011 | Defensor Rosario                           |
| 2012 | Academia Los Reyes                         |
| 2013 | Juventud Moyopampa                         |
| 2014 | Chosica FC                                 |
| 2015 | Racing                                     |
| 2016 | Juventud Apurímac                          |
| 2017 | Atlético Libertad                          |
| 2018 | Cantoro                                    |
| 2019 | Juventud Moyopampa                         |
| 2020 | Cancelado debido a la Pandemia de COVID-19 |
| 2021 | Cancelado debido a la Pandemia de COVID-19 |
| 2022 | Juventud Apurímac                          |
| 2023 | Chosica FC                                 |
| 2024 | Racing                                     |
| 2025 |                                            |

### Liga Distrital de Collique
| Ed. | Año  | Campeón                                    |
| --- | ---- | ------------------------------------------ |
| 1   | 2011 | Collique FC                                |
| 2   | 2012 | Liga V Zona                                |
| 3   | 2013 | Liga V Zona                                |
| 4   | 2014 | Liga V Zona                                |
| 5   | 2015 | Liga V Zona                                |
| 6   | 2016 | Unión Santa Rosa                           |
| 7   | 2017 | Unión Collique                             |
| 8   | 2018 | Liga V Zona                                |
| 9   | 2019 | Unión Collique                             |
| –   | 2020 | Cancelado debido a la Pandemia de COVID-19 |
| –   | 2021 | Cancelado debido a la Pandemia de COVID-19 |
| 10  | 2022 | Unión Collique                             |
| 11  | 2023 | Unión Collique                             |
| 12  | 2023 | Unión Collique                             |
| 13  | 2024 | Unión Collique                             |
| 14  | 2025 |                                            |

### Liga Distrital de Comas
| Año  | Campeón                                    |
| ---- | ------------------------------------------ |
| 2003 | Águilas de América                         |
| 2007 | Cerro Comeño                               |
| 2009 | Juventud Comas                             |
| 2010 | Juventud Comas                             |
| 2011 | Lima Norte                                 |
| 2012 | Garra Comeña                               |
| 2013 | Atlético Perú                              |
| 2014 | Cultural Géminis                           |
| 2015 | Cultural Comas                             |
| 2016 | Huracán Boys                               |
| 2017 | Cultural Géminis                           |
| 2018 | Cultural Comas                             |
| 2019 | Cultural Géminis                           |
| 2020 | Cancelado debido a la Pandemia de COVID-19 |
| 2021 | Cancelado debido a la Pandemia de COVID-19 |
| 2022 | Juventud Comas                             |
| 2023 | Águilas de América                         |
| 2024 | Club Deportivo Atlético 2 de Mayo          |
| 2025 | Club Deportivo Atlético 2 de Mayo          |

### Liga Distrital de El Agustino
| Año  | Campeón                                    |                                            |
| ---- | ------------------------------------------ | ------------------------------------------ |
| 2003 | Unión Estudiantil                          |                                            |
| 2007 | La Atarjea                                 |                                            |
| 2008 | Santa Rosa El Ángel                        |                                            |
| 2009 | Cultural Progreso                          |                                            |
| 2010 | Cultural Progreso                          |                                            |
| 2011 | Defensor Striker's                         |                                            |
| 2012 | Defensor Striker's                         |                                            |
| 2013 | Defensor Striker's                         |                                            |
| 2014 | Unión Estudiantil                          |                                            |
| 2015 | Defensor Striker's                         |                                            |
| 2016 | Cultural Progreso                          |                                            |
| 2017 | Defensor Striker's                         |                                            |
| 2018 | Defensor Striker's                         |                                            |
| 2019 | Defensor Striker's                         |                                            |
| 2020 | Cancelado debido a la Pandemia de COVID-19 | Cancelado debido a la Pandemia de COVID-19 |
| 2021 | Cancelado debido a la Pandemia de COVID-19 | Cancelado debido a la Pandemia de COVID-19 |
| 2022 | Cultural Progreso                          |                                            |
| 2023 | Defensor Striker's                         |                                            |
| 2024 | Santa Rosa El Ángel                        |                                            |
| 2025 | Parques del Agustino                       |                                            |

### Liga Distrital de Huaycán
| Ed. | Año  | Campeón                                    |
| --- | ---- | ------------------------------------------ |
| 1   | 2014 | FC Furygangs                               |
| 2   | 2015 | Alianza Atlético Huaycán                   |
| 3   | 2016 | Escuela Deportiva Cilcosa                  |
| 4   | 2017 | Academia Guiofa                            |
| 5   | 2018 | Alianza Atlético Huaycán                   |
| 6   | 2019 | Academia Guiofa                            |
| –   | 2020 | Cancelado debido a la Pandemia de COVID-19 |
| –   | 2021 | Cancelado debido a la Pandemia de COVID-19 |
| 7   | 2022 | FC Furygangs                               |
| 8   | 2023 | Academia Guiofa                            |
| 9   | 2024 | Academia Guiofa                            |
| 10  | 2025 |                                            |

### Liga Distrital de Independencia
| Año  | Campeón                                    |
| ---- | ------------------------------------------ |
| 1994 | Once Caballeros                            |
| 1995 | Once Caballeros                            |
| 1996 | Once Caballeros                            |
| 2003 | Dinámico Imperial                          |
| 2007 | Sporting Ermitaño                          |
| 2008 | Sporting Ermitaño                          |
| 2009 | Sporting Ermitaño                          |
| 2010 | Sporting Ermitaño                          |
| 2011 | Cultural Estudiantes                       |
| 2012 | Cultural Estudiantes                       |
| 2013 | AD Social                                  |
| 2014 | AD Social                                  |
| 2015 | Defensor Los Robles                        |
| 2016 | Sport Latino                               |
| 2017 | Dinámico Imperial                          |
| 2018 | Dinámico Imperial                          |
| 2019 | Dinámico Imperial                          |
| 2020 | Cancelado debido a la Pandemia de COVID-19 |
| 2021 | Cancelado debido a la Pandemia de COVID-19 |
| 2022 | Dinámico Imperial                          |
| 2023 | Dinámico Imperial                          |
| 2024 | Once Caballeros                            |
| 2025 |                                            |

### Liga Distrital de Jesús María
| Año  | Campeón                                    |
| ---- | ------------------------------------------ |
| 2003 | Galaxie 901                                |
| 2007 | Galaxie 901                                |
| 2009 | Arsenal                                    |
| 2010 | Arsenal                                    |
| 2011 | Arsenal                                    |
| 2012 | Arsenal                                    |
| 2013 | Galaxie 901                                |
| 2014 | Arsenal                                    |
| 2015 | Arsenal                                    |
| 2016 | Arsenal                                    |
| 2017 | Galaxie 901                                |
| 2018 | Galaxie 901                                |
| 2019 | Arsenal                                    |
| 2020 | Cancelado debido a la Pandemia de COVID-19 |
| 2021 | Cancelado debido a la Pandemia de COVID-19 |
| 2022 | Arsenal                                    |
| 2023 | Arsenal FBC-Lawn Tennis                    |
| 2024 | Arsenal FBC-Lawn Tennis                    |
| 2025 |                                            |

### Liga Intradistrital de José Carlos Mariategui
| Año  | Campeón                                    |
| ---- | ------------------------------------------ |
| 2012 | Naranja Diablos                            |
| 2013 | Los Chéveres                               |
| 2014 | Real Nápoles                               |
| 2015 | Los Chéveres                               |
| 2016 | Los Chéveres                               |
| 2017 | Los Chéveres                               |
| 2018 | Atlético Tingo María                       |
| 2019 | ESFER                                      |
| 2020 | Cancelado debido a la Pandemia de COVID-19 |
| 2021 | Cancelado debido a la Pandemia de COVID-19 |
| 2022 | Kurmi Soccer Juniors                       |
| 2023 | ESFER                                      |
| 2024 | Purito San Gabriel                         |
| 2025 |                                            |

### Liga Distrital de La Molina
| Año  | Campeón                                    |
| ---- | ------------------------------------------ |
| 2003 | Social Municipal                           |
| 2007 | Deportivo Municipal                        |
| 2008 | Sport Progreso Pumapuquio                  |
| 2009 | Íntimos                                    |
| 2010 | Íntimos                                    |
| 2011 | Sport Progreso Pumapuquio                  |
| 2012 | Santa Felicia                              |
| 2013 | Sport Progreso Pumapuquio                  |
| 2014 | Sporting Libertad                          |
| 2015 | Alianza Santa Cruz                         |
| 2016 | Andrés Campeón                             |
| 2017 | Alianza Santa Cruz                         |
| 2018 | Rinconada Country                          |
| 2019 | Andrés Campeón                             |
| 2020 | Cancelado debido a la Pandemia de COVID-19 |
| 2021 | Cancelado debido a la Pandemia de COVID-19 |
| 2022 | Alianza Santa Cruz                         |
| 2023 | Sport Progreso Pumapuquio                  |
| 2024 | Sport Roy's                                |
| 2025 |                                            |

### Liga Distrital de La Victoria
| Año  | Campeón                                    |
| ---- | ------------------------------------------ |
| 2003 | Real Madrid                                |
| 2007 | Unión Victoria                             |
| 2008 | Trabajadores Industriales                  |
| 2009 | Cosmos 2001                                |
| 2010 | Cosmos 2001                                |
| 2011 | Cosmos 2001                                |
| 2012 | Cosmos 2001                                |
| 2013 | Cosmos 2001                                |
| 2014 | América Junior                             |
| 2015 | América Junior                             |
| 2016 | América Junior                             |
| 2017 | Independiente Nueva Lima                   |
| 2018 | América Junior                             |
| 2019 | Independiente Nueva Lima                   |
| 2020 | Cancelado debido a la Pandemia de COVID-19 |
| 2021 | Cancelado debido a la Pandemia de COVID-19 |
| 2022 | Independiente Nueva Lima                   |
| 2023 | Cosmos 2001                                |
| 2024 | Mariscal Sucre                             |
| 2025 |                                            |

### Liga Distrital de Lince
| Año  | Campeón                                    |
| ---- | ------------------------------------------ |
| 1976 | Alianza Libertad                           |
| 1992 | La Peña Sporting                           |
| 1993 | La Peña Sporting                           |
| 1994 | La Peña Sporting                           |
| 1995 | La Peña Sporting                           |
| 1997 | La Peña Sporting                           |
| 1998 | La Peña Sporting                           |
| 1999 | La Peña Sporting                           |
| 2000 | La Peña Sporting                           |
| 2001 | La Peña Sporting                           |
| 2002 | La Peña Sporting                           |
| 2003 | San José Joyeros                           |
| 2006 | Auroco                                     |
| 2007 | Auroco                                     |
| 2008 | Sport Lince                                |
| 2009 | Asociación Caly                            |
| 2010 | Asociación Deportivo Lari                  |
| 2011 | San Agustín                                |
| 2012 | San Agustín                                |
| 2013 | San Agustín                                |
| 2014 | San Agustín                                |
| 2015 | San Agustín                                |
| 2016 | San Agustín                                |
| 2017 | Academia Casta                             |
| 2018 | Academia Puerto Chala                      |
| 2019 | Academia Casta                             |
| 2020 | Cancelado debido a la Pandemia de COVID-19 |
| 2021 | Cancelado debido a la Pandemia de COVID-19 |
| 2022 | Asociación Deportivo Lari                  |
| 2023 | Academia Casta                             |
| 2024 | Academia Puerto Chala                      |
| 2025 |                                            |

### Liga Distrital de Los Olivos
The Liga Distrital de Los Olivos was founded on May 5, 1989.
| Año  | Campeón                                    |
| ---- | ------------------------------------------ |
| 2003 | Sport Estrella                             |
| 2007 | El Buen Pastor                             |
| 2008 | Nueva Generación                           |
| 2009 | Nueva Generación                           |
| 2010 | Nueva Generación                           |
| 2011 | Unión Cayaltí                              |
| 2012 | Universidad Católica Sedes Sapientiae      |
| 2013 | Universidad Católica Sedes Sapientiae      |
| 2014 | Universidad Católica Sedes Sapientiae      |
| 2015 | Alianza Naranjal                           |
| 2016 | Las Águilas de Santa Ana                   |
| 2017 | Unión Mercurio Alto                        |
| 2018 | Unión Mercurio Alto                        |
| 2019 | Unión Mercurio Alto                        |
| 2020 | Cancelado debido a la Pandemia de COVID-19 |
| 2021 | Cancelado debido a la Pandemia de COVID-19 |
| 2022 | Alianza Naranjal                           |
| 2023 | Alianza Naranjal                           |
| 2024 | Alianza Naranjal                           |
| 2025 |                                            |

### Liga Distrital de Lurín
| Año  | Campeón                                    |
| ---- | ------------------------------------------ |
| 2003 | Sport Sacachispas                          |
| 2006 | Virgen de las Mercedes                     |
| 2007 | Virgen de las Mercedes                     |
| 2008 | Palomillas del Barrio                      |
| 2009 | Ramón Castilla                             |
| 2010 | Universitario Nuevo Lurín                  |
| 2011 | Universitario Nuevo Lurín                  |
| 2012 | Aguerridos                                 |
| 2013 | Social Audaces                             |
| 2014 | Social Audaces                             |
| 2015 | Social Audaces                             |
| 2016 | Simón Bolívar                              |
| 2017 | Juventud Lurín                             |
| 2018 | Social Audaces                             |
| 2019 | Ramón Castilla                             |
| 2020 | Cancelado debido a la Pandemia de COVID-19 |
| 2021 | Cancelado debido a la Pandemia de COVID-19 |
| 2022 | No tournament                              |
| 2023 | Social Audaces                             |
| 2024 | Las Águilas de Punta Hermosa               |
| 2025 |                                            |

### Liga Distrital de Magdalena del Mar
| Año  | Campeón                                    |
| ---- | ------------------------------------------ |
| 2003 | Independiente Santa Fe                     |
| 2007 | Defensor Magdalena                         |
| 2008 | Defensor Magdalena                         |
| 2009 | Huracán Junior                             |
| 2010 | Torneo suspendido                          |
| 2011 | Defensor Magdalena                         |
| 2012 | Defensor Magdalena                         |
| 2013 | Municipal de Magdalena                     |
| 2014 | Municipal de Magdalena                     |
| 2015 | Municipal de Magdalena                     |
| 2016 | Municipal de Magdalena                     |
| 2017 | Defensor Magdalena                         |
| 2018 | C.E.F. Ozono                               |
| 2019 | Dream Team                                 |
| 2020 | Cancelado debido a la Pandemia de COVID-19 |
| 2021 | Cancelado debido a la Pandemia de COVID-19 |
| 2022 | Municipal de Magdalena                     |
| 2023 | Defensor Magdalena                         |
| 2024 | Municipal de Magdalena                     |
| 2025 | A.D. Jirón Miraflores                      |

### Liga Distrital de Miraflores
| Año  | Campeón                                    |
| ---- | ------------------------------------------ |
| 2001 | Aurora Miraflores                          |
| 2003 | DIM                                        |
| 2006 | DIM                                        |
| 2007 | DIM                                        |
| 2008 | Liz Dent                                   |
| 2009 | DIM                                        |
| 2010 | Asociación Miraflores                      |
| 2011 | DIM                                        |
| 2012 | DIM                                        |
| 2013 | DIM                                        |
| 2014 | DIM                                        |
| 2015 | DIM                                        |
| 2016 | San Vicente de Paúl                        |
| 2017 | DIM                                        |
| 2018 | DIM                                        |
| 2019 | DIM                                        |
| 2020 | Cancelado debido a la Pandemia de COVID-19 |
| 2021 | Cancelado debido a la Pandemia de COVID-19 |
| 2022 | DIM                                        |
| 2023 | AD El Diamante                             |
| 2024 | AD El Diamante                             |
| 2025 |                                            |

### Liga Distrital de Pachacámac
| Año  | Campeón                                    |
| ---- | ------------------------------------------ |
| 2003 | Defensor José Gálvez                       |
| 2007 | Unión Pachacámac                           |
| 2009 | Juventud Quebrada Verde                    |
| 2010 | Independiente Guayabo                      |
| 2011 | Sport Juvenil                              |
| 2012 | Real Atocongo                              |
| 2013 | Unión Pachacámac                           |
| 2014 | Unión Pachacámac                           |
| 2015 | Juventud Quebrada Verde                    |
| 2016 | Juventud Quebrada Verde                    |
| 2017 | Independiente Guayabo                      |
| 2018 | Unión Pachacámac                           |
| 2019 | Independiente Guayabo                      |
| 2020 | Cancelado debido a la Pandemia de COVID-19 |
| 2021 | Cancelado debido a la Pandemia de COVID-19 |
| 2022 | San Fernando                               |
| 2023 | Juventud Quebrada Verde                    |
| 2024 | Juventud Quebrada Verde                    |
| 2025 | Real Atocongo                              |

### Liga Distrital de Pueblo Libre
| Año  | Campeón                                    |
| ---- | ------------------------------------------ |
| 2003 | San José Almagro                           |
| 2007 | AELU                                       |
| 2009 | AELU                                       |
| 2010 | AELU                                       |
| 2011 | Sport Marsella                             |
| 2012 | AELU                                       |
| 2013 | Cultural San Marcos                        |
| 2014 | AELU                                       |
| 2015 | AELU                                       |
| 2016 | AELU                                       |
| 2017 | AELU                                       |
| 2018 | AELU                                       |
| 2019 | AELU                                       |
| 2020 | Cancelado debido a la Pandemia de COVID-19 |
| 2021 | Cancelado debido a la Pandemia de COVID-19 |
| 2022 | AELU                                       |
| 2023 | AELU                                       |
| 2024 | AELU                                       |
| 2025 |                                            |

### Liga Distrital de Puente Piedra
| Año  | Campeón                                    |
| ---- | ------------------------------------------ |
| 2003 | La Molina                                  |
| 2006 | Alejandro Zevallos                         |
| 2007 | Barcelona                                  |
| 2008 | Barcelona                                  |
| 2009 | Francisco Bolognesi                        |
| 2010 | Deportivo Municipal                        |
| 2011 | Defensor Santa Rosa                        |
| 2012 | Defensor Santa Rosa                        |
| 2013 | Francisco Bolognesi                        |
| 2014 | Defensor Santa Rosa                        |
| 2015 | La Molina                                  |
| 2016 | Francisco Bolognesi                        |
| 2017 | Santo Tomás                                |
| 2018 | La Molina                                  |
| 2019 | EF Juventus                                |
| 2020 | Cancelado debido a la Pandemia de COVID-19 |
| 2021 | Cancelado debido a la Pandemia de COVID-19 |
| 2022 | Atlético Laderas                           |
| 2023 | Juventud Alameda del Norte                 |
| 2024 | San Judas Tadeo                            |
| 2025 |                                            |

### Liga Distrital de Punta Hermosa
| Año  | Campeón                                    |                |
| ---- | ------------------------------------------ | -------------- |
| 2016 | Estudiantes                                |                |
| 2017 | Estudiantes                                |                |
| 2018 | Estudiantes                                |                |
| 2019 | Danger's                                   |                |
| 2020 | Cancelado debido a la Pandemia de COVID-19 |                |
| 2021 | Cancelado debido a la Pandemia de COVID-19 |                |
| 2022 | Internacional Lurín                        |                |
| 2023 | No hubo torneo                             | No hubo torneo |
| 2024 | No hubo torneo                             | No hubo torneo |
| 2025 |                                            |                |

### Liga Distrital de Punta Negra
| Año  | Campeón                                    |
| ---- | ------------------------------------------ |
| 2003 | La Merced                                  |
| 2007 | Black Point                                |
| 2008 | No hubo torneo                             |
| 2009 | La Argolla                                 |
| 2010 | Costa Azul                                 |
| 2011 | Costa Azul                                 |
| 2012 | La Argolla                                 |
| 2013 | Los Bull's                                 |
| 2014 | Los Bull's                                 |
| 2015 | Los Bull's                                 |
| 2016 | Los Bull's                                 |
| 2017 | Los Bull's                                 |
| 2018 | La Argolla                                 |
| 2019 | No hubo torneo                             |
| 2020 | Cancelado debido a la Pandemia de COVID-19 |
| 2021 | Cancelado debido a la Pandemia de COVID-19 |
| 2022 | No hubo torneo                             |
| 2023 | No hubo torneo                             |
| 2024 | No hubo torneo                             |
| 2025 |                                            |

### Liga Distrital de Rímac
| Año  | Campeón                                    |
| ---- | ------------------------------------------ |
| 2003 | Atlanta Altillo                            |
| 2007 | Alianza Pizarro                            |
| 2008 | Alianza Pizarro                            |
| 2009 | Alianza Pizarro                            |
| 2010 | Alianza Pizarro                            |
| 2011 | Alianza Pizarro                            |
| 2012 | CADRE                                      |
| 2013 | Real Aromito                               |
| 2014 | Real Aromito                               |
| 2015 | Alianza Pizarro                            |
| 2016 | Atlético Totorita                          |
| 2017 | Atlético Totorita                          |
| 2018 | Alianza Pizarro                            |
| 2019 | Unidad Paita                               |
| 2020 | Cancelado debido a la Pandemia de COVID-19 |
| 2021 | Cancelado debido a la Pandemia de COVID-19 |
| 2022 | Alianza Pizarro                            |
| 2023 | Olimpya de Campeones                       |
| 2024 | Unidad Paita                               |
| 2025 |                                            |

### Liga Distrital de San Bartolo
| Año  | Campeón                                    |
| ---- | ------------------------------------------ |
| 2003 | San Cristóbal                              |
| 2007 | Racing                                     |
| 2008 | Racing                                     |
| 2009 | Racing                                     |
| 2010 | New Old Boys                               |
| 2011 | Social Atlanta                             |
| 2012 | Social Atlanta                             |
| 2013 | No hubo torneo                             |
| 2014 | Juventud San Bartolo                       |
| 2015 | Social Atlanta                             |
| 2016 | San Cristóbal                              |
| 2017 | San Cristóbal                              |
| 2018 | Social Atlanta                             |
| 2019 | Social Atlanta                             |
| 2020 | Cancelado debido a la Pandemia de COVID-19 |
| 2021 | Cancelado debido a la Pandemia de COVID-19 |
| 2022 | No hubo torneo                             |
| 2023 | Nuevo Municipal                            |
| 2024 | San Cristóbal                              |
| 2025 |                                            |

### Liga Distrital de San Borja
| Año  | Campeón                                    |
| ---- | ------------------------------------------ |
| 2003 | River Deportes                             |
| 2007 | San Juan Masías                            |
| 2009 | Deport San Borja                           |
| 2010 | Deport San Borja                           |
| 2011 | Torres de Limbatambo                       |
| 2012 | Juventud Santa Rosa                        |
| 2013 | San Francisco de Borja                     |
| 2014 | Deport San Borja                           |
| 2015 | Rosella Remar                              |
| 2016 | Rosella Remar                              |
| 2017 | Rosella Remar                              |
| 2018 | Rosella Remar                              |
| 2019 | Nuevo Santa Rosa                           |
| 2020 | Cancelado debido a la Pandemia de COVID-19 |
| 2021 | Cancelado debido a la Pandemia de COVID-19 |
| 2022 | Sport Cobresol                             |
| 2023 | San Francisco de Borja                     |
| 2024 | Sport Cobresol                             |
| 2025 | Juventud Santa Rosa                        |

### Liga Distrital de San Isidro
| Año  | Campeón                                    |
| ---- | ------------------------------------------ |
| 2003 | Regatas Lima                               |
| 2004 | Regatas Lima                               |
| 2005 | Regatas Lima                               |
| 2006 | Universidad Católica                       |
| 2007 | Lima Cricket                               |
| 2008 | Lima Cricket                               |
| 2009 | Regatas Lima                               |
| 2010 | Regatas Lima                               |
| 2011 | Ciclista Lima FC                           |
| 2012 | Lima Cricket                               |
| 2013 | Regatas Lima                               |
| 2014 | Regatas Lima                               |
| 2015 | ADN Sportivo SAC FMV                       |
| 2016 | Lima Cricket                               |
| 2017 | Ciclista Lima FC                           |
| 2018 | Inmaculada / Apremasur                     |
| 2019 | Regatas Lima                               |
| 2020 | Cancelado debido a la Pandemia de COVID-19 |
| 2021 | Cancelado debido a la Pandemia de COVID-19 |
| 2022 | Regatas Lima                               |
| 2023 | Regatas Lima                               |
| 2024 | Circolo Sportivo Italiano                  |
| 2025 |                                            |

### Liga Distrital de San Juan de Lurigancho
| Año  | Campeón                                    |
| ---- | ------------------------------------------ |
| 2003 | American Star                              |
| 2007 | Juventud Chacarilla                        |
| 2008 | Atlético Piedra Liza                       |
| 2009 | Juventud Chacarilla                        |
| 2010 | Estrella Roja                              |
| 2011 | Alianza Canto Grande                       |
| 2012 | Semillero Canto Grande                     |
| 2013 | Semillero Canto Grande                     |
| 2014 | Alianza Canto Grande                       |
| 2015 | Sporting Carrera San Juan                  |
| 2016 | Alianza Canto Grande                       |
| 2017 | Defensor SJL Victorias                     |
| 2018 | Estrella Roja                              |
| 2019 | Defensor Lubricantes                       |
| 2020 | Cancelado debido a la Pandemia de COVID-19 |
| 2021 | Cancelado debido a la Pandemia de COVID-19 |
| 2022 | Defensor Lubricantes                       |
| 2023 | Estrella Roja                              |
| 2024 | Defensor SJL Victorias                     |
| 2025 |                                            |

### Liga Distrital de San Juan de Miraflores campeón década de los 90
| Año  | Campeón                                    |
| ---- | ------------------------------------------ |
| 2003 | La Academia                                |
| 2004 | Atlético San Juan                          |
| 2005 | Atlético San Juan                          |
| 2006 | Atlético San Juan                          |
| 2007 | Atlético San Juan                          |
| 2008 | Atlético San Juan                          |
| 2009 | Los Algarrobos                             |
| 2010 | Cultural San Juan                          |
| 2011 | Cultural 13 de Enero                       |
| 2012 | Cultural 13 de Enero                       |
| 2013 | Íntimos de Alemania Federal                |
| 2014 | Aberio Cia. Milán                          |
| 2015 | Íntimos de Alemania Federal                |
| 2016 | Atlético San Juan                          |
| 2017 | Escuela Milán                              |
| 2018 | Cultural 13 de Enero                       |
| 2019 | Escuela Milán                              |
| 2020 | Cancelado debido a la Pandemia de COVID-19 |
| 2021 | Cancelado debido a la Pandemia de COVID-19 |
| 2022 | Atlético San Juan                          |
| 2023 | Cultural 13 de Enero                       |
| 2024 | Cultural 13 de Enero                       |
| 2025 |                                            |

### Liga Distrital de San Luis
| Año  | Campeón                                    |
| ---- | ------------------------------------------ |
| 2003 | Integración San Luis                       |
| 2007 | Wilson Informáticos                        |
| 2009 | Los Osos de Limatambo                      |
| 2010 | Cosmos Villa Jardín                        |
| 2011 | River Plate                                |
| 2012 | Independiente Jorge Chávez                 |
| 2013 | Lucero Junior                              |
| 2014 | U América                                  |
| 2015 | Independiente Jorge Chávez                 |
| 2016 | Juventud Unida                             |
| 2017 | Juvenil San Juan de Balsas                 |
| 2018 | Juvenil San Juan de Balsas                 |
| 2019 | Defensor Los Sauces                        |
| 2020 | Cancelado debido a la Pandemia de COVID-19 |
| 2021 | Cancelado debido a la Pandemia de COVID-19 |
| 2022 | Integración San Luis                       |
| 2023 | Juvenil San Juan de Balsas                 |
| 2024 | Juventud Unida                             |
| 2025 |                                            |

### Liga Distrital de San Martín de Porres
| Año  | Campeón                                    |
| ---- | ------------------------------------------ |
| 2003 | ED Boca Juniors                            |
| 2006 | Real Estrella                              |
| 2007 | Asociación Alameda 3                       |
| 2008 | Minerva Deportes                           |
| 2009 | Santa Cruz                                 |
| 2010 | Pacífico                                   |
| 2011 | Atlético Peruano Junior's                  |
| 2012 | Juventud Santo Toribio                     |
| 2013 | Santa Fe                                   |
| 2014 | Juventud Santo Toribio                     |
| 2015 | Social Pacífico                            |
| 2016 | AD Solidaridad                             |
| 2017 | AD Solidaridad                             |
| 2018 | Cultural San Martín                        |
| 2019 | AD Solidaridad                             |
| 2020 | Cancelado debido a la Pandemia de COVID-19 |
| 2021 | Cancelado debido a la Pandemia de COVID-19 |
| 2022 | AD Solidaridad                             |
| 2023 | Virgen de Guadalupe                        |
| 2024 | Pacífico                                   |
| 2025 |                                            |

### Liga Distrital de San Miguel
| Año  | Campeón                                    |
| ---- | ------------------------------------------ |
| 2003 | Libertad                                   |
| 2007 | Barcelona Miramar                          |
| 2009 | Barcelona Miramar                          |
| 2010 | Barcelona Miramar                          |
| 2011 | Barcelona Miramar                          |
| 2012 | La Esquina del Movimiento                  |
| 2013 | La Esquina del Movimiento                  |
| 2014 | Alianza Maranga                            |
| 2015 | Independiente César Vallejo                |
| 2016 | La Esquina del Movimiento                  |
| 2017 | Independiente César Vallejo                |
| 2018 | Juventud Zela                              |
| 2019 | Independiente César Vallejo                |
| 2020 | Cancelado debido a la Pandemia de COVID-19 |
| 2021 | Cancelado debido a la Pandemia de COVID-19 |
| 2022 | Juventud Zela                              |
| 2023 | Juventud Zela                              |
| 2024 | Juventud Zela                              |
| 2025 |                                            |

### Liga Distrital de Santa Anita
| Año  | Campeón                                    |
| ---- | ------------------------------------------ |
| 2003 | Central Relámpago                          |
| 2007 | Benjamin Doig                              |
| 2008 | Los Terribles                              |
| 2009 | Los Terribles                              |
| 2010 | Diablos Rojos                              |
| 2011 | Furia Universal                            |
| 2012 | Diablos Rojos                              |
| 2013 | Nueva Esperanza                            |
| 2014 | Nueva Esperanza                            |
| 2015 | Nueva Esperanza                            |
| 2016 | Estrella Roja                              |
| 2017 | Virgen de Guadalupe                        |
| 2018 | Virgen de Chapi                            |
| 2019 | Furia Universal                            |
| 2020 | Cancelado debido a la Pandemia de COVID-19 |
| 2021 | Cancelado debido a la Pandemia de COVID-19 |
| 2022 | Ernesto Che Guevara                        |
| 2023 | Furia Uranmarca                            |
| 2024 | Virgen de Chapi                            |
| 2025 |                                            |

### Liga Distrital de Santiago de Surco
| Año  | Campeón                                    |
| ---- | ------------------------------------------ |
| 2003 | Francisco Bolognesi                        |
| 2007 | San Martín                                 |
| 2009 | Juventud La Rural                          |
| 2010 | San Martín                                 |
| 2011 | Toribio Anyarín                            |
| 2012 | Toribio Anyarín                            |
| 2013 | Nuevo Municipal                            |
| 2014 | Juventud Talana                            |
| 2015 | Somos Olímpico                             |
| 2016 | Somos Olímpico                             |
| 2017 | Somos Olímpico                             |
| 2018 | Somos Olímpico                             |
| 2019 | Somos Olímpico                             |
| 2020 | Cancelado debido a la Pandemia de COVID-19 |
| 2021 | Cancelado debido a la Pandemia de COVID-19 |
| 2022 | Somos Olímpico                             |
| 2023 | Maxtrot                                    |
| 2024 | Juventud Talana                            |
| 2025 |                                            |

### Liga Distrital de Surquillo
| Año  | Campeón                                    |
| ---- | ------------------------------------------ |
| 1981 | Juventud San Diego                         |
| 1982 | Juventud San Diego                         |
| 1986 | San José de Calasanz                       |
| 1987 | Good Year                                  |
| 1989 | Atlético Millonarios                       |
| 1990 | Ciclista Alianza Miraflores                |
| 1991 | Ciclista Alianza Miraflores                |
| 1992 | Carlos Moscoso                             |
| 1993 | Deportivo Chabros                          |
| 1994 | Deportivo Cadet                            |
| 1995 | Deportivo Chabros                          |
| 1997 | Universidad de Lima                        |
| 1999 | Deportivo Chabros                          |
| 2000 | Universidad de Lima                        |
| 2001 | Deportivo Chabros                          |
| 2002 | Universidad de Lima                        |
| 2003 | Universidad de Lima                        |
| 2004 | Deportivo Chabros                          |
| 2005 | Deportivo Colina                           |
| 2006 | Universidad de Lima                        |
| 2007 | Universidad de Lima                        |
| 2008 | Defensor Real San Felipe                   |
| 2009 | Rocca Camaleón                             |
| 2010 | New Surquillo                              |
| 2011 | Rocca Camaleón                             |
| 2012 | Carlos Moscoso                             |
| 2013 | Esther Grande de Bentín                    |
| 2014 | Esther Grande de Bentín                    |
| 2015 | Deportivo Idóneo                           |
| 2016 | Deportivo Idóneo                           |
| 2017 | AFE Cosmos Internacional                   |
| 2018 | AFE Cosmos Internacional                   |
| 2019 | Estudiantes La Calera                      |
| 2020 | Cancelado debido a la Pandemia de COVID-19 |
| 2021 | Cancelado debido a la Pandemia de COVID-19 |
| 2022 | AFE Cosmos Internacional                   |
| 2023 | AFE Cosmos Internacional                   |
| 2024 | AFE Cosmos Internacional                   |
| 2025 |                                            |

### Liga Distrital de Villa El Salvador
| Año  | Campeón                                    |
| ---- | ------------------------------------------ |
| 2001 | Defensor Villa del Mar                     |
| 2003 | Lolo Fernández                             |
| 2006 | Real Cashapampa                            |
| 2007 | Raymondi Cashapampa                        |
| 2008 | Raymondi Cashapampa                        |
| 2009 | Raymondi Cashapampa                        |
| 2010 | Revolución Progreso                        |
| 2011 | Arriba Perú                                |
| 2012 | Atlético Salvador                          |
| 2013 | Cultural Progreso                          |
| 2014 | Cultural Progreso                          |
| 2015 | Cultural Progreso                          |
| 2016 | Arriba Perú                                |
| 2017 | Asociación Cosmos                          |
| 2018 | Arriba Huracán                             |
| 2019 | Arriba Huracán                             |
| 2020 | Cancelado debido a la Pandemia de COVID-19 |
| 2021 | Cancelado debido a la Pandemia de COVID-19 |
| 2022 | Asociación Cosmos                          |
| 2023 | Asociación Cosmos                          |
| 2024 | Nueva Juventud                             |
| 2025 |                                            |

### Liga Distrital de Villa María del Triunfo
| Año  | Campeón                                    |
| ---- | ------------------------------------------ |
| 2003 | Jorge Chávez                               |
| 2007 | Atlético Jardín                            |
| 2009 | Deportivo Jardín                           |
| 2010 | Real Unión                                 |
| 2011 | Deportivo Jardín                           |
| 2012 | Deportivo Jardín                           |
| 2013 | Deportivo Jardín                           |
| 2014 | Jorge Chávez                               |
| 2015 | Real Unión                                 |
| 2016 | Hender Morales                             |
| 2017 | Deportivo Jardín                           |
| 2018 | Deportivo Jardín                           |
| 2019 | Hender Morales                             |
| 2020 | Cancelado debido a la Pandemia de COVID-19 |
| 2021 | Cancelado debido a la Pandemia de COVID-19 |
| 2022 | Deportivo Jardín                           |
| 2023 | Deportivo Jardín                           |
| 2024 | Juniors de América                         |
| 2025 | Vecinos y Amigos                           |

## Lima Provincias

### Liga Distrital de Barranca
| Año  | Campeón                                    |
| ---- | ------------------------------------------ |
| 2009 | Alianza Aurora                             |
| 2010 | Alianza Aurora                             |
| 2011 | Alianza Aurora                             |
| 2012 | Deportivo Potao                            |
| 2013 | Mariscal Santa Cruz                        |
| 2014 | Deportivo Cosmos                           |
| 2015 | Defensor Seminario                         |
| 2016 | Alianza Aurora                             |
| 2017 | Mariscal Santa Cruz                        |
| 2018 | Defensor Cenicero                          |
| 2019 | Deportivo Cosmos                           |
| 2020 | Cancelado debido a la Pandemia de COVID-19 |
| 2021 | Cancelado debido a la Pandemia de COVID-19 |
| 2022 | Defensor Cenicero                          |
| 2023 | Nueva Generación                           |
| 2024 | Deportivo Huracán                          |
| 2025 |                                            |

### Liga Distrital de Chancay
| Año  | Campeón                                    |
| ---- | ------------------------------------------ |
| 2000 | Aurora Chancayllo                          |
| 2002 | Juventud Torre Blanca                      |
| 2009 | Norte Peralvillo                           |
| 2010 | Defensor Peralvillo                        |
| 2011 | Defensor Los Tilos                         |
| 2012 | Defensor Los Tilos                         |
| 2013 | Defensor Los Tilos                         |
| 2014 | Aurora Chancayllo                          |
| 2015 | Juventud 2001 Chancayllo                   |
| 2016 | Alianza Las Salinas                        |
| 2017 | Defensor Laure Sur                         |
| 2018 | Norte Peralvillo                           |
| 2019 | Alfonso Ugarte                             |
| 2020 | Cancelado debido a la Pandemia de COVID-19 |
| 2021 | Cancelado debido a la Pandemia de COVID-19 |
| 2022 | Juventud 2001 Chancayllo                   |
| 2023 | Norte Peralvillo                           |
| 2024 | Vasco da Gama                              |
| 2025 |                                            |

### Liga Distrital de Cerro Azul
| Ed. | Año  | Campeón                                    |
| --- | ---- | ------------------------------------------ |
| 1   | 2008 | CANECA                                     |
| 2   | 2009 | Scratch Nuevo Cerro Azul                   |
| 3   | 2010 | Bella Esperanza                            |
| 4   | 2011 | Jorge Chávez                               |
| 5   | 2012 | Bella Esperanza                            |
| 6   | 2013 | Bella Esperanza                            |
| 7   | 2014 | KDT Cerro Azul                             |
| 8   | 2015 | Bella Esperanza                            |
| 9   | 2016 | Bella Esperanza                            |
| 10  | 2017 | Academia Los Delfines                      |
| 11  | 2018 | Bella Esperanza                            |
| 12  | 2019 | Bella Esperanza                            |
| –   | 2020 | Cancelado debido a la Pandemia de COVID-19 |
| –   | 2021 | Cancelado debido a la Pandemia de COVID-19 |
| 13  | 2022 | Fanatics                                   |
| 14  | 2023 | Jorge Chávez                               |
| 15  | 2024 | Bella Esperanza                            |
| 16  | 2025 |                                            |

### Liga Distrital de Huacho
| Año  | Campeón                                    |
| ---- | ------------------------------------------ |
| 2006 | Juventud Barranco                          |
| 2009 | Juventud Barranco                          |
| 2010 | Juventud Barranco                          |
| 2011 | Pedro Anselmo Bazalar                      |
| 2012 | Venus                                      |
| 2013 | Venus                                      |
| 2014 | Venus                                      |
| 2015 | Venus                                      |
| 2016 | Juventud Galicia                           |
| 2017 | Juventud Barranco                          |
| 2018 | UNJFSC                                     |
| 2019 | Juventud Panana                            |
| 2020 | Cancelado debido a la Pandemia de COVID-19 |
| 2021 | Cancelado debido a la Pandemia de COVID-19 |
| 2022 | UNJFSC                                     |
| 2023 | Nicolás de Piérola                         |
| 2024 | Tito Drago                                 |
| 2025 |                                            |

### Liga Distrital de Huaral
| Año  | Campeón                                    |
| ---- | ------------------------------------------ |
| 2009 | Unión Huaral                               |
| 2010 | Juventud Naturales                         |
| 2011 | Unión Huaral                               |
| 2012 | Unión Huaral                               |
| 2013 | Unión Huaral                               |
| 2014 | San Martín de Retes                        |
| 2015 | Social La Huaca                            |
| 2016 | Santa Rosa La Quincha                      |
| 2017 | Social La Huaca                            |
| 2018 | Social La Huaca                            |
| 2019 | Credicoop Huaral                           |
| 2020 | Cancelado debido a la Pandemia de COVID-19 |
| 2021 | Cancelado debido a la Pandemia de COVID-19 |
| 2022 | Benjamin Vizquerra                         |
| 2023 | Chacarita Huando                           |
| 2024 | Deportivo Palpa                            |
| 2025 |                                            |

### Liga Distrital de Imperial
| Año  | Campeón                                    |
| ---- | ------------------------------------------ |
| 2005 | Matices Ciclo Club                         |
| 2006 | Matices Ciclo Club                         |
| 2007 | Matices Ciclo Club                         |
| 2008 | Matices Ciclo Club                         |
| 2009 | Matices Ciclo Club                         |
| 2010 | Matices Ciclo Club                         |
| 2011 | Matices Ciclo Club                         |
| 2012 | Walter Ormeño                              |
| 2013 | Matices Ciclo Club                         |
| 2014 | Atlético GALE                              |
| 2015 | Defensor Carmen Alto                       |
| 2016 | Walter Ormeño                              |
| 2017 | Walter Ormeño                              |
| 2018 | Walter Ormeño                              |
| 2019 | Walter Ormeño                              |
| 2020 | Cancelado debido a la Pandemia de COVID-19 |
| 2021 | Cancelado debido a la Pandemia de COVID-19 |
| 2022 | Walter Ormeño                              |
| 2023 | Walter Ormeño                              |
| 2024 | Walter Ormeño                              |
| 2025 |                                            |

### Liga Distrital de Paramonga
| Año  | Campeón                                    |
| ---- | ------------------------------------------ |
| 2009 | AIPSA                                      |
| 2010 | AIPSA                                      |
| 2011 | AIPSA                                      |
| 2012 | AIPSA                                      |
| 2013 | AIPSA                                      |
| 2014 | Independiente Cerro Blanco                 |
| 2015 | AIPSA                                      |
| 2016 | AIPSA                                      |
| 2017 | Independiente Cerro Blanco                 |
| 2018 | AIPSA                                      |
| 2019 | AIPSA                                      |
| 2020 | Cancelado debido a la Pandemia de COVID-19 |
| 2021 | Cancelado debido a la Pandemia de COVID-19 |
| 2022 | Independiente Cerro Blanco                 |
| 2023 | AIPSA                                      |
| 2024 | AIPSA                                      |
| 2025 | Independiente Cerro Blanco                 |

### Liga Distrital de San Vicente
| Año  | Campeón                                    |
| ---- | ------------------------------------------ |
| 2000 | Independiente                              |
| 2009 | Defensor Alayza                            |
| 2010 | Atlético Chalaco                           |
| 2011 | Sport Estrella                             |
| 2012 | Independiente                              |
| 2013 | Deportivo Cañete                           |
| 2014 | Atlético Chalaco                           |
| 2015 | Juventud Chilcal                           |
| 2016 | Juventud Chilcal                           |
| 2017 | Independiente                              |
| 2018 | Rizo Patrón                                |
| 2019 | Defensor La Encañada                       |
| 2020 | Cancelado debido a la Pandemia de COVID-19 |
| 2021 | Cancelado debido a la Pandemia de COVID-19 |
| 2022 | No hubo torneo                             |
| 2023 | Lolo Fernández                             |
| 2024 | Estrella del Sur                           |
| 2025 |                                            |

### Liga Distrital de Supe Pueblo
| Año  | Campeón                                    |
| ---- | ------------------------------------------ |
| 2008 | Unión Supe                                 |
| 2009 | Social San Nicolás                         |
| 2010 | Unión Supe                                 |
| 2011 | Juventud Pacífico                          |
| 2012 | Unión Vecinal                              |
| 2013 | Defensor San Nicolás                       |
| 2014 | Nícida & Víctor                            |
| 2015 | Defensor San Nicolás                       |
| 2016 | Francisco Vidal                            |
| 2017 | Unión Supe                                 |
| 2018 | Víctor Reyes                               |
| 2019 | Unión Supe                                 |
| 2020 | Cancelado debido a la Pandemia de COVID-19 |
| 2021 | Cancelado debido a la Pandemia de COVID-19 |
| 2022 | Unión Supe                                 |
| 2023 | Unión Supe                                 |
| 2024 | Unión Supe                                 |
| 2025 |                                            |

## Loreto

### Liga Distrital de Iquitos
| Año  | Campeón                                    |
| ---- | ------------------------------------------ |
| 2007 | UNAP                                       |
| 2008 | CNI                                        |
| 2009 | Los Tigres                                 |
| 2010 | Los Tigres                                 |
| 2011 | UNAP                                       |
| 2012 | CNI                                        |
| 2013 | Bolívar                                    |
| 2014 | UPO                                        |
| 2015 | José Pardo                                 |
| 2016 | Estudiantil CNI                            |
| 2017 | ID CNI                                     |
| 2018 | ID CNI                                     |
| 2019 | Sport Loreto                               |
| 2020 | Cancelado debido a la Pandemia de COVID-19 |
| 2021 | Cancelado debido a la Pandemia de COVID-19 |
| 2022 | UNAP                                       |
| 2023 | Estudiantil CNI                            |
| 2024 | UNAP                                       |
| 2025 |                                            |

## Madre de Dios

### Liga Distrital de Tambopata
| Año  | Campeón                                    |                                            |
| ---- | ------------------------------------------ | ------------------------------------------ |
| 2010 | Juventud La Joya                           |                                            |
| 2011 | Deportivo Maldonado                        |                                            |
| 2012 | Fray Martín de Porres                      |                                            |
| 2013 | 30 de Agosto                               |                                            |
| 2014 | Deportivo Maldonado                        |                                            |
| 2015 | MINSA                                      |                                            |
| 2016 | Deportivo Maldonado                        |                                            |
| 2017 | Deportivo Maldonado                        |                                            |
| 2018 | MINSA                                      |                                            |
| 2019 | Hospital Santa Rosa                        |                                            |
| 2020 | Cancelado debido a la Pandemia de COVID-19 | Cancelado debido a la Pandemia de COVID-19 |
| 2021 | Cancelado debido a la Pandemia de COVID-19 | Cancelado debido a la Pandemia de COVID-19 |
| 2022 | Deportivo Maldonado                        |                                            |
| 2023 | Deportivo Maldonado                        |                                            |
| 2024 | Deportivo Maldonado                        |                                            |
| 2025 |                                            |                                            |

## Moquegua

### Liga Distrital de Ilo
| Año  | Campeón                                    |
| ---- | ------------------------------------------ |
| 2001 | Mariscal Nieto                             |
| 2003 | Deportivo Enersur                          |
| 2006 | Deportivo Enersur                          |
| 2009 | Mariscal Nieto                             |
| 2010 | Mariscal Nieto                             |
| 2011 | Deportivo Enersur                          |
| 2012 | José Gálvez                                |
| 2013 | Mariscal Nieto                             |
| 2014 | Mariscal Nieto                             |
| 2015 | Deportivo Enersur                          |
| 2016 | Mariscal Nieto                             |
| 2017 | Mariscal Nieto                             |
| 2018 | Mariscal Nieto                             |
| 2019 | ADEBA                                      |
| 2020 | Cancelado debido a la Pandemia de COVID-19 |
| 2021 | Cancelado debido a la Pandemia de COVID-19 |
| 2022 | Mariscal Nieto                             |
| 2023 | Deportivo Enersur                          |
| 2024 | ADEBA                                      |
| 2025 |                                            |

### Liga Distrital de Moquegua
| Año  | Campeón                                    |
| ---- | ------------------------------------------ |
| 2003 | Atlético Huracán                           |
| 2005 | Atlético Huracán                           |
| 2009 | Atlético Huracán                           |
| 2010 | Academia Ticsani                           |
| 2011 | Atlético Huracán                           |
| 2012 | San Simón                                  |
| 2013 | Estudiantes Alas Peruanas                  |
| 2014 | Atlético Huracán                           |
| 2015 | Atlético Huracán                           |
| 2016 | Francisco Fahlman                          |
| 2017 | Atlético Huracán                           |
| 2018 | Academia Ticsani                           |
| 2019 | Francisco Fahlman                          |
| 2020 | Cancelado debido a la Pandemia de COVID-19 |
| 2021 | Cancelado debido a la Pandemia de COVID-19 |
| 2022 | Academia Ticsani                           |
| 2023 | UCV Moquegua                               |
| 2024 | Academia Ticsani                           |
| 2025 |                                            |

## Pasco

### Liga Distrital de Chaupimarca
| Año  | Campeón                                    |                                            |
| ---- | ------------------------------------------ | ------------------------------------------ |
| 2009 | Deportivo Valle                            |                                            |
| 2010 | UNDAC                                      |                                            |
| 2011 | UNDAC                                      |                                            |
| 2012 | UNDAC                                      |                                            |
| 2013 | Sport Sausa                                |                                            |
| 2014 | UNDAC                                      |                                            |
| 2015 | Sporting Pasco                             |                                            |
| 2016 | J Pasco                                    |                                            |
| 2017 | Sport Sausa                                |                                            |
| 2018 | Sport Sausa                                |                                            |
| 2019 | Estudiantil Carrión                        |                                            |
| 2020 | Cancelado debido a la Pandemia de COVID-19 | Cancelado debido a la Pandemia de COVID-19 |
| 2021 | Cancelado debido a la Pandemia de COVID-19 | Cancelado debido a la Pandemia de COVID-19 |
| 2022 | Deportivo INEI 3                           |                                            |
| 2023 | Sporting Pasco                             |                                            |
| 2024 | Sport Sausa                                |                                            |
| 2025 |                                            |                                            |

## Piura

### Liga Distrital de Piura
| Año  | Campeón                                    |                                            |
| ---- | ------------------------------------------ | ------------------------------------------ |
| 2004 | Alianza Vallejiana                         |                                            |
| 2005 | Alianza Vallejiana                         |                                            |
| 2006 | Corazón Micaelino                          |                                            |
| 2007 | Atlético Grau                              |                                            |
| 2008 | Atlético Grau                              |                                            |
| 2009 | Ignacio Merino                             |                                            |
| 2010 | Ignacio Merino                             |                                            |
| 2011 | Alianza Vallejiana                         |                                            |
| 2012 | UNP                                        |                                            |
| 2013 | UNP                                        |                                            |
| 2014 | Sport Liberal                              |                                            |
| 2015 | UNP                                        |                                            |
| 2016 | UNP                                        |                                            |
| 2017 | Atlético Grau                              |                                            |
| 2018 | UNP                                        |                                            |
| 2019 | UNP                                        |                                            |
| 2020 | Cancelado debido a la Pandemia de COVID-19 | Cancelado debido a la Pandemia de COVID-19 |
| 2021 | Cancelado debido a la Pandemia de COVID-19 | Cancelado debido a la Pandemia de COVID-19 |
| 2022 | UNP                                        |                                            |
| 2023 | UNP                                        |                                            |
| 2024 | Shekina                                    |                                            |
| 2025 |                                            |                                            |

### Liga Distrital de Pariñas
| Año  | Campeón                                    |
| ---- | ------------------------------------------ |
| 2007 | Atlético Torino                            |
| 2008 | Atlético Torino                            |
| 2009 | Cosmos                                     |
| 2010 | Cosmos                                     |
| 2011 | Atlético Torino Nueva Generación           |
| 2012 | No tournament                              |
| 2013 | No tournament                              |
| 2014 | Sport Blondell                             |
| 2015 | Delfines                                   |
| 2016 | Asociación Torino                          |
| 2017 | Asociación Torino                          |
| 2018 | Asociación Torino                          |
| 2019 | Asociación Torino                          |
| 2020 | Cancelado debido a la Pandemia de COVID-19 |
| 2021 | Cancelado debido a la Pandemia de COVID-19 |
| 2022 | Atlético Torino                            |
| 2023 | Sport Cahuide                              |
| 2024 | Atlético Torino                            |
| 2025 |                                            |

### Liga Distrital de Sechura
| Año  | Campeón                                    |                                            |
| ---- | ------------------------------------------ | ------------------------------------------ |
| 2011 | Defensor La Bocana                         |                                            |
| 2012 | Almirante Miguel Grau                      |                                            |
| 2013 | José Olaya                                 |                                            |
| 2014 | Defensor La Bocana                         |                                            |
| 2015 | UDP                                        |                                            |
| 2016 | UDP                                        |                                            |
| 2017 | UDP                                        |                                            |
| 2018 | UDP                                        |                                            |
| 2019 | Defensor La Bocana                         |                                            |
| 2020 | Cancelado debido a la Pandemia de COVID-19 | Cancelado debido a la Pandemia de COVID-19 |
| 2021 | Cancelado debido a la Pandemia de COVID-19 | Cancelado debido a la Pandemia de COVID-19 |
| 2022 | Defensor La Bocana                         |                                            |
| 2023 | José Gálvez                                |                                            |
| 2024 | UD Marítimo                                |                                            |
| 2025 |                                            |                                            |

### Liga Distrital de Sullana
| Año  | Campeón                                    |
| ---- | ------------------------------------------ |
| 2007 | Jorge Chávez                               |
| 2009 | Sport Atahualpa                            |
| 2010 | Túpac Amaru                                |
| 2011 | Túpac Amaru                                |
| 2012 | Túpac Amaru                                |
| 2013 | Túpac Amaru                                |
| 2014 | San Pedro Chanel                           |
| 2015 | Túpac Amaru                                |
| 2016 | Juan Velasco Alvarado                      |
| 2017 | Juan Velasco Alvarado                      |
| 2018 | Túpac Amaru                                |
| 2019 | Túpac Amaru                                |
| 2020 | Cancelado debido a la Pandemia de COVID-19 |
| 2021 | Cancelado debido a la Pandemia de COVID-19 |
| 2022 | No hubo torneo                             |
| 2023 | San Pedro Chanel                           |
| 2024 | San Martín Juniors                         |
| 2025 |                                            |

## Puno

### Liga Distrital de Juliaca
| Año  | Campeón                                    |                                            |
| ---- | ------------------------------------------ | ------------------------------------------ |
| 2002 | Franciscano San Román                      |                                            |
| 2007 | Franciscano San Román                      |                                            |
| 2009 | ADEVIL                                     |                                            |
| 2010 | SELIP                                      |                                            |
| 2011 | SELIP                                      |                                            |
| 2012 | Junior de la UANCV                         |                                            |
| 2013 | Junior de la UANCV                         |                                            |
| 2014 | Diablos Rojos                              |                                            |
| 2015 | ADEVIL                                     |                                            |
| 2016 | Credicoop San Román                        |                                            |
| 2017 | ADEVIL                                     |                                            |
| 2018 | Credicoop San Román                        |                                            |
| 2019 | Deportivo Enciniano                        |                                            |
| 2020 | Cancelado debido a la Pandemia de COVID-19 | Cancelado debido a la Pandemia de COVID-19 |
| 2021 | Cancelado debido a la Pandemia de COVID-19 | Cancelado debido a la Pandemia de COVID-19 |
| 2022 | Credicoop San Román                        |                                            |
| 2023 | Diablos Rojos                              |                                            |
| 2024 | Deportivo ANBA                             |                                            |
| 2025 | Credicoop San Román                        |                                            |

### Liga Distrital de Puno
| Año  | Campeón                                    |
| ---- | ------------------------------------------ |
| 2002 | Unión Carolina                             |
| 2005 | Unión Carolina                             |
| 2009 | Estudiantes Puno                           |
| 2010 | Deportivo Universitario                    |
| 2011 | Estudiantes Puno                           |
| 2012 | Policial Santa Rosa                        |
| 2013 | Deportivo Universitario                    |
| 2014 | Deportivo Universitario                    |
| 2015 | Policial Santa Rosa                        |
| 2016 | Central Galeno                             |
| 2017 | Alfonso Ugarte                             |
| 2018 | Policial Santa Rosa                        |
| 2019 | Deportivo Universitario                    |
| 2020 | Cancelado debido a la Pandemia de COVID-19 |
| 2021 | Cancelado debido a la Pandemia de COVID-19 |
| 2022 | Policial Santa Rosa                        |
| 2023 | Central Galeno                             |
| 2024 | Deportivo Universitario                    |
| 2025 | Deportivo Universitario                    |

## San Martín

### Liga Distrital de Moyobamba
| Año  | Campeón                                    |
| ---- | ------------------------------------------ |
| 2013 | Atlético Belén                             |
| 2014 | Deportivo Hospital                         |
| 2015 | Deportivo Hospital                         |
| 2016 | Deportivo Hospital                         |
| 2017 | Deportivo Hospital                         |
| 2018 | Deportivo Pesquero                         |
| 2019 | AD Tahuishco                               |
| 2020 | Cancelado debido a la Pandemia de COVID-19 |
| 2021 | Cancelado debido a la Pandemia de COVID-19 |
| 2022 | AD Tahuishco                               |
| 2023 | San Lorenzo de Huastilla                   |
| 2024 | Unión Moyobamba                            |
| 2025 |                                            |

### Liga Distrital de Tarapoto
| Año  | Campeón                                    |
| ---- | ------------------------------------------ |
| 2009 | Unión Tarapoto                             |
| 2010 | Unión Tarapoto                             |
| 2011 | Unión César Vallejo                        |
| 2012 | UNSM                                       |
| 2013 | Deportivo Cali                             |
| 2014 | Unión César Vallejo                        |
| 2015 | Unión Tarapoto                             |
| 2016 | Unión César Vallejo                        |
| 2017 | Unión Tarapoto                             |
| 2018 | Unión Tarapoto                             |
| 2019 | Unión Tarapoto                             |
| 2020 | Cancelado debido a la Pandemia de COVID-19 |
| 2021 | Cancelado debido a la Pandemia de COVID-19 |
| 2022 | Shuta Boys                                 |
| 2023 | Unión Tarapoto                             |
| 2024 | Shuta Boys                                 |
| 2025 |                                            |

## Tacna

### Liga Distrital de Tacna
| Año  | Campeón                                    |                                            |
| ---- | ------------------------------------------ | ------------------------------------------ |
| 2008 | Mariscal Miller                            |                                            |
| 2009 | Mariscal Miller                            |                                            |
| 2010 | Mariscal Miller                            |                                            |
| 2011 | Mariscal Miller                            |                                            |
| 2012 | Coronel Bolognesi                          |                                            |
| 2013 | Coronel Bolognesi                          |                                            |
| 2014 | Coronel Bolognesi                          |                                            |
| 2015 | Mariscal Miller                            |                                            |
| 2016 | Mariscal Miller                            |                                            |
| 2017 | Coronel Bolognesi                          |                                            |
| 2018 | Orión                                      |                                            |
| 2019 | Coronel Bolognesi                          |                                            |
| 2020 | Cancelado debido a la Pandemia de COVID-19 | Cancelado debido a la Pandemia de COVID-19 |
| 2021 | Cancelado debido a la Pandemia de COVID-19 | Cancelado debido a la Pandemia de COVID-19 |
| 2022 | Coronel Bolognesi                          |                                            |
| 2023 | Defensor Tacna                             |                                            |
| 2024 | Defensor UNTAC                             |                                            |
| 2025 |                                            |                                            |

## Tumbes

### Liga Distrital de Tumbes
| Año  | Campeón                                    |
| ---- | ------------------------------------------ |
| 2009 | Defensor San José                          |
| 2010 | UNT                                        |
| 2011 | San Martín                                 |
| 2012 | San Martín                                 |
| 2013 | Atlético Tumbes                            |
| 2014 | Cristal Tumbes                             |
| 2015 | Defensor Progreso                          |
| 2016 | Eduardo Ávalos                             |
| 2017 | Defensor Progreso                          |
| 2018 | Carlos Concha                              |
| 2019 | Carlos Concha                              |
| 2020 | Cancelado debido a la Pandemia de COVID-19 |
| 2021 | Cancelado debido a la Pandemia de COVID-19 |
| 2022 | Sport El Tablazo                           |
| 2023 | Renovación Pacífico                        |
| 2024 | Defensor Las Mercedes                      |
| 2025 |                                            |

### Liga Distrital de Zarumilla
| Año  | Campeón                                    |
| ---- | ------------------------------------------ |
| 2009 | Halcones del Norte                         |
| 2010 | Halcones del Norte                         |
| 2011 | José Chiroque Cielo                        |
| 2012 | Sport Bolognesi                            |
| 2013 | Sport Unión                                |
| 2014 | Ferrocarril                                |
| 2015 | Comercial Aguas Verdes                     |
| 2016 | Comercial Aguas Verdes                     |
| 2017 | Sport Unión                                |
| 2018 | Ferrocarril                                |
| 2019 | Halcones del Norte                         |
| 2020 | Cancelado debido a la Pandemia de COVID-19 |
| 2021 | Cancelado debido a la Pandemia de COVID-19 |
| 2022 | Ferrocarril                                |
| 2023 | Ferrocarril                                |
| 2024 | Sport Unión                                |
| 2025 |                                            |

## Ucayali

### Liga Distrital de Callería
| Año  | Campeón                                    |
| ---- | ------------------------------------------ |
| 2001 | UNU                                        |
| 2009 | Deportivo Bancos                           |
| 2010 | São Paulo                                  |
| 2011 | Deportivo Pucallpa                         |
| 2012 | Sport Loreto                               |
| 2013 | Deportivo Bancos                           |
| 2014 | Santa Rosa                                 |
| 2015 | Deportivo Municipal (Callería)             |
| 2016 | Pucallpa FC                                |
| 2017 | Deportivo Bancos                           |
| 2018 | Colegio Comercio                           |
| 2019 | San Juan Bosco                             |
| 2020 | Cancelado debido a la Pandemia de COVID-19 |
| 2021 | Cancelado debido a la Pandemia de COVID-19 |
| 2022 | Colegio Comercio                           |
| 2023 | UNU                                        |
| 2024 | Rauker FC                                  |
| 2025 | Colegio Comercio                           |

## Observación
- En la práctica, muchos equipos de las desaparecidas terceras divisiones distritales, fueron absorbidas a los campeonatos de la segundas divisiones distritales. Siempre y cuando, cumpliera las formalidades y requisitos establecidas por los organizadores de las ligas distritales.